# Abraham Lincoln
Abraham Lincoln (i/ˈeɪbrəhæm ˈlɪŋkən/; n. 12 februarie 1809, Kentucky, SUA – d. 15 aprilie 1865, Washington, D.C., District of Columbia, SUA) a fost un avocat și om politic american, al șaisprezecelea președinte al Statelor Unite ale Americii, funcție pe care a exercitat-o începând cu luna martie 1861 și până la asasinarea sa în aprilie 1865. Lincoln a condus Statele Unite în timpul Războiului Civil—cel mai sângeros conflict al său, dar și cea mai mare criză morală, constituțională și politică. Prin aceasta, el a conservat Uniunea, a abolit sclavia, a întărit guvernul federal și a modernizat economia.
Crescut într-o familie săracă de la Frontiera de vest, Lincoln a fost avocat autodidact în Illinois, lider al Partidului Whig, membru al Camerei Reprezentanților la nivel de stat în anii 1830, apoi congressman federal pentru un mandat în anii 1840. A promovat modernizarea rapidă a economiei prin dezvoltarea sistemului bancar, construcția de canale și căi ferate, și prin impunerea de taxe vamale care să protejeze și să încurajeze construcția de fabrici; s-a opus războiului cu Mexicul în 1846. După o serie de dezbateri intens mediatizate din 1858, în cadrul cărora Lincoln s-a pronunțat împotriva extinderii sclaviei, a pierdut cursa pentru Senatul SUA în fața arhirivalului său, democratul Stephen A. Douglas.
În 1860, Lincoln și-a asigurat candidatura din partea Partidului Republican la președinția SUA, fiind recomandat de faptul că era un moderat dintr-un stat în care rezultatul alegerilor nu era cert. Deși avea foarte puțină susținere în statele în care era permisă sclavia, Lincoln a câștigat lejer în Nord și a fost ales președinte în 1860. Alegerea sa a determinat șapte state sclavagiste din Sud să își declare despărțirea de SUA și să formeze Confederația înainte ca el să preia funcția. Nu s-a găsit niciun compromis sau reconciliere în ce privește sclavia.
Când Nordul s-a raliat cu entuziasm de partea Uniunii în urma atacului confederat asupra Fortului Sumter la 12 aprilie 1861, Lincoln s-a concentrat pe dimensiunile militară și politică ale efortului de război. Scopul său primordial a fost reunificarea națiunii. El a suspendat unilateral dreptul de habeas corpus, arestând și încarcerând temporar fără proces mii de persoane cu opinii secesioniste și anti-război din statele de graniță, ignorând decizia judecătorului-șef al Curții Supreme a SUA, Roger Taney, conform căreia suspendarea acestui drept de către președinte este neconstituțională (doar Congresul avea această prerogativă). Lincoln a evitat potențiala intervenție britanică dezamorsând Afacerea Trent la sfârșitul lui 1861. Manevrele sale complexe către interzicerea sclaviei s-au centrat pe Proclamația de Emancipare din 1863, folosind armata pentru a proteja sclavii evadați, încurajând statele de graniță să interzică sclavia și contribuind la promovarea în Congres a celui de al treisprezecelea amendament la Constituție, prin care sclavia era desființată definitiv. Lincoln a supravegheat îndeaproape efortul de război, în special numirile generalilor din funcțiile cele mai înalte, promovându-l și pe cel mai de succes general al său, Ulysses S. Grant. A luat deciziile majore privind strategia de război a Uniunii. Marina lui Lincoln a instituit o blocadă navală care a oprit comerțul normal al Sudului, a ajutat la preluarea controlului asupra statelor Kentucky și Tennessee, și a preluat controlul asupra principalelor căi fluviale din Sud folosind ambarcațiuni înarmate cu tunuri. Lincoln a încercat în mod repetat să captureze capitala Confederației, Richmond; de fiecare dată când un general eșua, Lincoln îl înlocuia, până când Grant a reușit în cele din urmă în 1865.
Politician excepțional de iscusit, implicat profund în problemele puterii la nivelul fiecărui stat, Lincoln a fost deschis față de așa-numiții „Democrați ai Războiului” (care susțineau Nordul împotriva Sudului), și a reușit să fie reales la alegerile din 1864. Ca lider al facțiunii moderate a Partidului Republican, Lincoln s-a confruntat cu republicanii radicali care cereau un tratament mai dur aplicat Sudului, cu Democrații Războiului care cereau mai mult compromis, cu democrații ce se opuneau războiului, denumiți Copperheads care îl disprețuiau, și cu secesioniștii ireconciliabili care îi puneau la cale moartea. Politic, Lincoln a luptat îndreptându-și adversari unii împotriva altora, făcând apel la poporul american prin calitățile sale de orator, și printr-un patronaj politic atent plănuit. Discursul său de la Gettysburg din 1863 a devenit o declarație emblematică a dedicației Americii față de principiile republicanismului, egalității în drepturi, libertății personale și democrației. Lincoln avea o perspectivă moderată asupra Reconstrucției, dorind să reunifice țara printr-o politică de generoasă reconciliere în fața diviziunilor dure și persistente. La șase zile după capitularea generalului comandant al Confederației, Robert E. Lee, Lincoln a fost asasinat de John Wilkes Booth, actor și simpatizant al Confederației.
Lincoln a fost plasat în mod constant atât de istorici cât și de public între cei mai mari președinți ai SUA.

## Familia și copilăria

### Începuturile vieții
Abraham Lincoln s-a născut la 12 februarie 1809, al doilea copil al lui Thomas Lincoln⁠(en)[traduceți] și al lui Nancy Lincoln⁠(en)[traduceți] (născută Hanks), într-o cabană de bușteni, cu o singură cameră, de la ferma Sinking Spring⁠(en)[traduceți] din comitatul Hardin, Kentucky (astăzi în comitatul LaRue). Era un descendent al lui Samuel Lincoln⁠(en)[traduceți], care sosise la Hingham⁠(d), Massachusetts, de la Norfolk, Anglia, în secolul al XVII-lea. Bunicul dinspre tată al lui Lincoln, Abraham⁠(en)[traduceți], și-a mutat familia din Virginia în Kentucky, unde a fost ucis într-o ambuscadă într-un raid indian⁠(en)[traduceți] în 1786, sub ochii copiilor săi, inclusiv ai tatălui lui Lincoln, Thomas. Thomas a rămas să-și croiască propriul drum la Frontieră.
Mama lui Lincoln, Nancy, era fiica lui Lucy Hanks, și s-a născut în ceea ce este astăzi comitatul Mineral, Virginia de Vest, pe atunci parte a Virginiei. Lucy s-a mutat cu Nancy în Kentucky. Nancy Hanks s-a căsătorit cu Thomas, care a devenit un cetățean respectat. El a cumpărat sau a luat în arendă mai multe ferme, inclusiv Ferma Knob Creek⁠(en)[traduceți]. Familia mergea la o biserică de Separate Baptists⁠(en)[traduceți], care avea standarde morale restrictive și se opunea consumului de alcool, dansului și sclaviei. Thomas s-a bucurat de un statut înalt în Kentucky—unde a făcut parte din jurii, a evaluat proprietăți funciare, a servit în patrula sclavilor, și a păzit deținuți. Când s-a născut fiul său Abraham, Thomas avea două ferme de  câte 240 ha, mai multe loturi la oraș, animale și cai. Era printre cei mai bogați oameni din comitat. În 1816 însă, Thomas și-a pierdut tot pământul în tribunale din cauza titlurilor de proprietate defectuoase. Conform cărții lui William Ensign Lincoln The Ancestry of Abraham Lincoln, mama lui Abraham Lincoln, Nancy Hanks, era fiica lui Joseph Hanks și a lui Nancy Shipley.

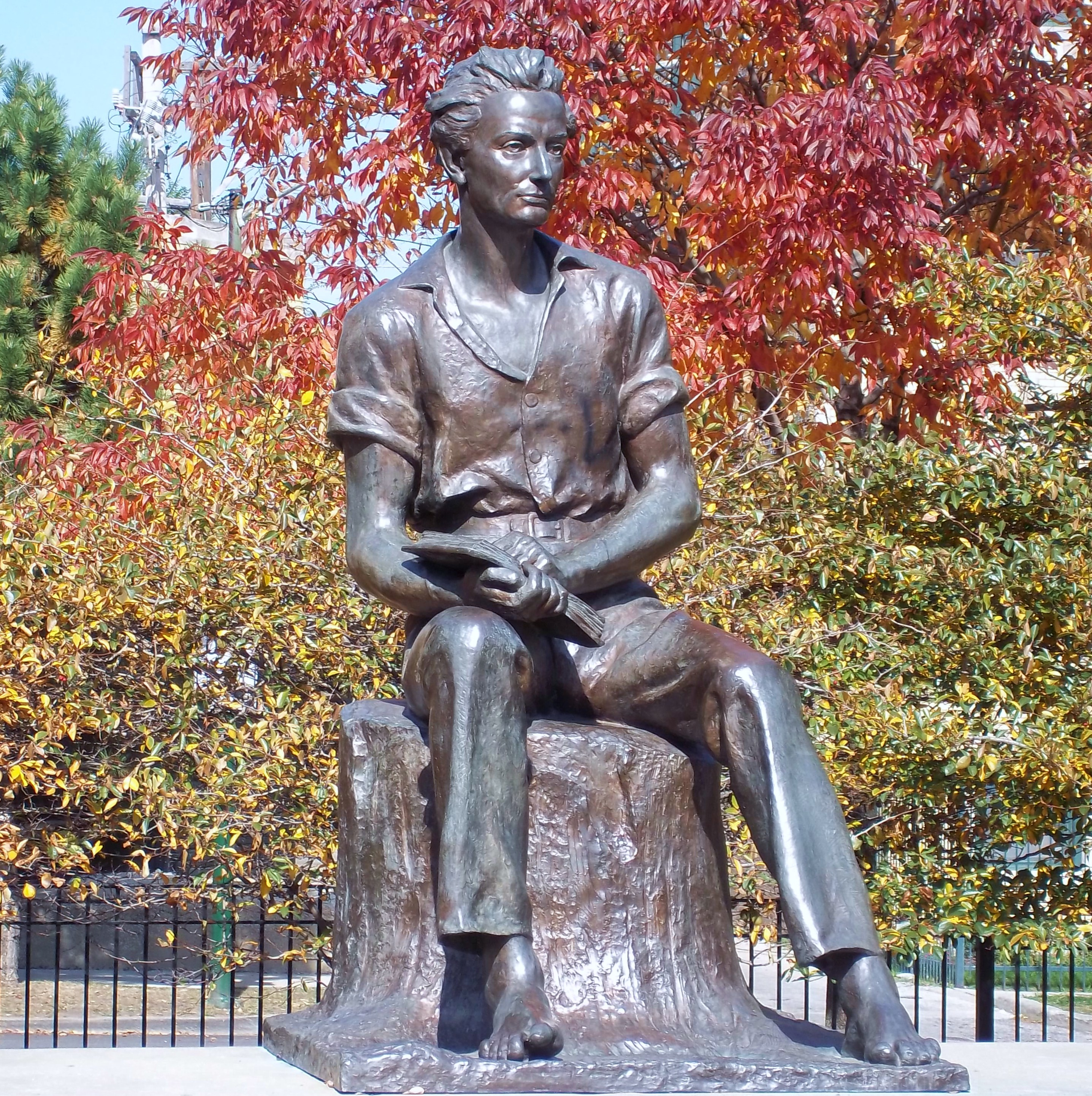
Statuie a tânărului Lincoln în Senn Park, Chicago.

Familia s-a mutat la nord, peste râul Ohio⁠(en)[traduceți] într-un teritoriu liber (fără sclavi) și a făcut un nou început în ceea ce era pe atunci comitatul Perry, astăzi în comitatul Spencer, Indiana. Lincoln consemna ulterior că această mutare a fost „în parte din cauza sclaviei”, dar mai ales din cauza dificultăților privind titlurile de proprietate. În Indiana, pe când Lincoln avea nouă ani, mama lui, Nancy, a murit de boala laptelui⁠(en)[traduceți] în 1818. După moartea mamei lui Lincoln, sora sa mai mare, Sarah⁠(en)[traduceți], s-a îngrijit de el până când tatăl lor s-a recăsătorit în 1819; Sarah a murit apoi înainte de a împlini 30 de ani, născând un făt mort.
Noua soție a lui Thomas Lincoln era văduva Sarah Bush Johnston⁠(en)[traduceți], mamă a trei copii. Lincoln a devenit foarte apropiat de mama lui vitregă, și îi spunea „mamă”. Înainte de adolescență, nu i-a plăcut munca fizică grea asociată vieții la Frontieră. Din familia sa, și chiar din vecinătate, mai mulți îl considerau leneș. În adolescență însă, el și-a asumat voluntar responsabilitatea tuturor muncilor ce se lăsau de regulă în seama băieților din gospodărie și a devenit un tăietor de lemne îndemânatic în munca sa de construcții de traverse de cale ferată. A dobândit o reputație de om puternic și îndrăzneț după o întrecere de lupte la care fusese provocat de cunoscutul lider al unui grup de bătăuși, „the Clary's Grove boys”.
Lincoln a acceptat și obișnuita obligație a unui fiu de a-i da tatălui său tot câștigul obținut din munca în afara casei până la vârsta de 21 de ani. Și în anii ce au urmat majoratului, Lincoln l-a împrumutat ocazional pe tatăl său cu bani. Lincoln a devenit însă din ce în ce mai distant față de tatăl său, parțial din cauza lipsei de educație a tatălui. Deși educația formală a tânărului Lincoln consta din circa un an de lecții puse cap la cap, din partea mai multor învățători itineranți, el era autodidact și citea mult, căutând adesea să împrumute orice carte nouă apărea în sat. A citit și a recitit Biblia regelui Iacob⁠(en)[traduceți], fabulele lui Esop, Pilgrim's Progress de Bunyan, Robinson Crusoe de Defoe, și autobiografia lui Franklin.
În 1830, temându-se de o epidemie de boala laptelui ce părea să izbucnească pe malurile râului Ohio, familia Lincoln s-a mutat înspre vest, unde s-a așezat pe un teren public la 10 mile vest de Decatur⁠(d), în comitatul Macon, Illinois, un alt stat liber, fără sclavi. În 1831, Thomas a mutat familia într-o nou loc⁠(en)[traduceți] în comitatul Coles, Illinois. Atunci, fiind un tânăr ambițios de 22 de ani, destul de mare pentru a lua singur hotărâri, Lincoln a început viața pe cont propriu. Mergând cu o canoe pe râul Sangamon⁠(en)[traduceți], Lincoln a ajuns în satul New Salem⁠(en)[traduceți] din comitatul Sangamon. În primăvara lui 1831, un întreprinzător din New Salem, Denton Offutt⁠(en)[traduceți] l-a angajat pe Lincoln și pe câțiva prieteni să transporte niște marfă cu pluta de la New Salem la New Orleans pe râurile Sangamon, Illinois și Mississippi. După ce a ajuns la New Orleans—și a fost martor ocular la ororile sclaviei—s-a întors la New Salem, unde a rămas următorii șase ani.

### Căsătoria și copiii
Prima femeie de care a fost interesat Lincoln a fost Ann Rutledge⁠(d), pe care a cunoscut-o când s-a mutat pentru prima oară în New Salem; până în 1835, ei aveau o relație, dar nu erau logodiți. Ea a murit la 22 de ani la 25 august 1835, foarte probabil de febră tifoidă. La începutul anilor 1830, el o cunoscuse și pe Mary Owens din Kentucky când ea era în vizită la sora ei.
Spre sfârșitul lui 1836, Lincoln a acceptat să îi fie din nou prezentată cu Mary în cazul în care ea s-ar întoarce la New Salem. Mary s-a întors în noiembrie 1836, iar Lincoln a curtat-o o vreme; niciunul dintre ei nu era însă convins să înceapă o relație. La 16 august 1837, Lincoln îi scria lui Mary o scrisoare în care îi spunea că nu o va învinovăți dacă ar pune capăt relației. Ea nu i-a răspuns și relația a luat sfârșit.
În 1840, Lincoln s-a logodit cu Mary Todd, provenită dintr-o familie înstărită, proprietară de sclavi, din Lexington, Kentucky. Ei s-au cunoscut la Springfield, Illinois, în decembrie 1839 și s-au logodit în luna decembrie.
Nunta planificată pentru 1 ianuarie 1841 a fost anulată când Lincoln a rupt logodna. Ei s-au întâlnit din nou la o petrecere și s-au căsătorit în cele din urmă la 4 noiembrie 1842, în casa din Springfield a sorei lui Mary. Pregătit pentru căsnicie și din nou anxios, când a fost întrebat unde se duce, Lincoln a răspuns: „în infern, bănuiesc”.
În 1844, cei doi au cumpărat o casă⁠(en)[traduceți] în Springfield, lângă biroul de avocatură al lui Lincoln. Mary Todd Lincoln ținea casa, adesea cu ajutorul unei rude sau a unei slujitoare angajate. Robert Todd Lincoln⁠(en)[traduceți] s-a născut în 1843, iar Edward Baker Lincoln⁠(en)[traduceți] (Eddie) în 1846. Lui Lincoln „îi plăceau remarcabil de mult copiii”, și familia nu era considerată una strictă cu copiii lor.
Edward a murit la 1 februarie 1850, la Springfield, probabil de tuberculoză. "Willie" Lincoln⁠(en)[traduceți] s-a născut la 21 decembrie 1850, și a murit de febră la 20 februarie 1862. Cel de al patrulea fiu al familiei Lincoln, Thomas "Tad" Lincoln⁠(en)[traduceți], s-a născut la 4 aprilie 1853, și a murit de insuficiență cardiacă la 18 ani la 16 iulie 1871. Robert a fost singurul copil care a ajuns adult și a avut la rândul său copii. Ultimul său descendent, strănepotul Robert Todd Lincoln Beckwith⁠(en)[traduceți], a murit în 1985.
Moartea copiilor a avut efecte profunde asupra ambilor părinți. Mai târziu, Mary a avut dificultăți pentru că-și pierduse soțul și copiii, iar Robert Lincoln a internat-o temporar într-un sanatoriu în 1875. Abraham Lincoln suferea de „melancolie”, condiție medicală denumită astăzi depresie clinică.
Socrul lui Lincoln și alți membri ai familiei Todd erau fie proprietari, fie negustori de sclavi. Lincoln a fost apropiat de familia Todd, el vizitând adesea moșia Todd din Lexington.

## Începutul carierei și serviciul în miliția statului

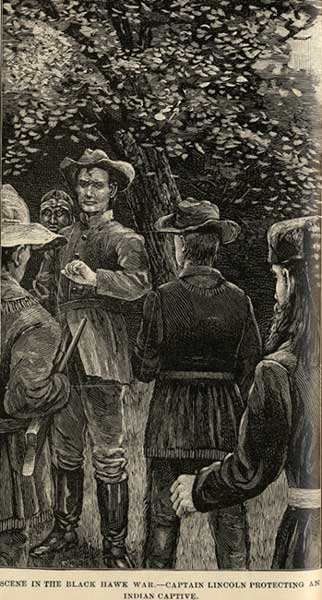
Lincoln protejând un amerindian de proprii săi oameni într-o scenă des relatată despre serviciul lui Lincoln în timpul en.

În 1832, la 23 de ani, Lincoln a cumpărat împreună cu un partener, pe credit, un magazin universal din New Salem, Illinois. Deși economia era înfloritoare în regiune, afacerea a avut dificultăți, și Lincoln și-a vândut în cele din urmă partea. În luna martie, el și-a început cariera politică cu prima sa campanie pentru Adunarea Generală a statului Illinois⁠(en)[traduceți]. Căpătase o oarecare popularitate locală și putea atrage oamenii din New Salem cu talentul său de povestitor, deși îi lipseau educația, prietenii puternici și banii, motiv pentru care probabil a și pierdut. El a susținut lucrări de îmbunătățire a navigației pe râul Sangamon.
Înainte de alegeri, Lincoln servise cu grad de căpitan în miliția statului Illinois în timpul Războiului lui Șoim Negru⁠(en)[traduceți]. La întoarcere, Lincoln și-a continuat campania pentru alegerile din 6 august pentru Adunarea Generală a statului Illinois. La 1,93 m, era înalt și „destul de puternic pentru a-și intimida orice rival”. La primul discurs, când a văzut cum un susținător al lui era atacat, Lincoln l-a apucat pe atacator de „gât și de turul pantalonilor” și l-a aruncat. Lincoln a terminat pe locul opt din 13 candidați (primii patru erau declarați aleși), deși a primit 277 de voturi din 300 în secția de vot din New Salem.
Lincoln a servit drept diriginte al poștei din New Salem și ulterior ca inspector la nivel de comitat, în toată această perioadă citind mult. Apoi, s-a hotărât să devină avocat și a început să învețe singur dreptul, citind Commentaries on the Laws of England⁠(en)[traduceți] de Blackstone⁠(en)[traduceți] și alte cărți de drept. Despre metoda sa de învățare, Lincoln a afirmat: „am studiat cu nimeni”. A doua sa campanie electorală, cea din 1834, a fost reușită. A fost ales în legislativul statului; deși a candidat din partea Partidului Whig, mulți democrați îl preferau unui adversar mai puternic.
Admis în barou în 1836, s-a mutat la Springfield, Illinois, și a început să practice avocatura cu John T. Stuart⁠(en)[traduceți], vărul lui Mary Todd. Lincoln a devenit un avocat capabil și de succes, cu o reputație de adversar formidabil la examinarea martorilor aduși de adversari și la cuvântările de încheiere. A fost partener cu Stephen T. Logan⁠(en)[traduceți] între 1841 și 1844. După aceea, Lincoln a început să practice avocatura cu William Herndon, pe care Lincoln îl considera „un tânăr studios”.
După o a doua campanie reușită, Lincoln a petrecut patru mandate consecutive în Camera Reprezentanților din statul Illinois ca reprezentant Whig de comitatul Sangamon. În sesiunea 1835–1836, el a votat pentru extinderea dreptului de vot la toți bărbații albi, indiferent dacă erau sau nu proprietari. A fost cunoscut pentru atitudinea pentru „pământul liber”, care însemna opoziție atât față de sclavie, cât și față de aboliționism. A articulat această atitudine pentru prima oară în 1837, spunând: „instituția sclaviei este bazată atât pe nedreptate, cât și pe relele politici, dar promulgarea doctrinelor de abolire tinde mai degrabă să-i agraveze răul, decât să-l amelioreze.” Poziția sa era una foarte apropiată de cea a lui Henry Clay care susținea programul American Colonization Society⁠(en)[traduceți] de a aduce abolirea sclaviei prin susținerea eliberării sclavilor și prin ajutarea lor să se stabilească în Liberia în Africa.

## Congressman

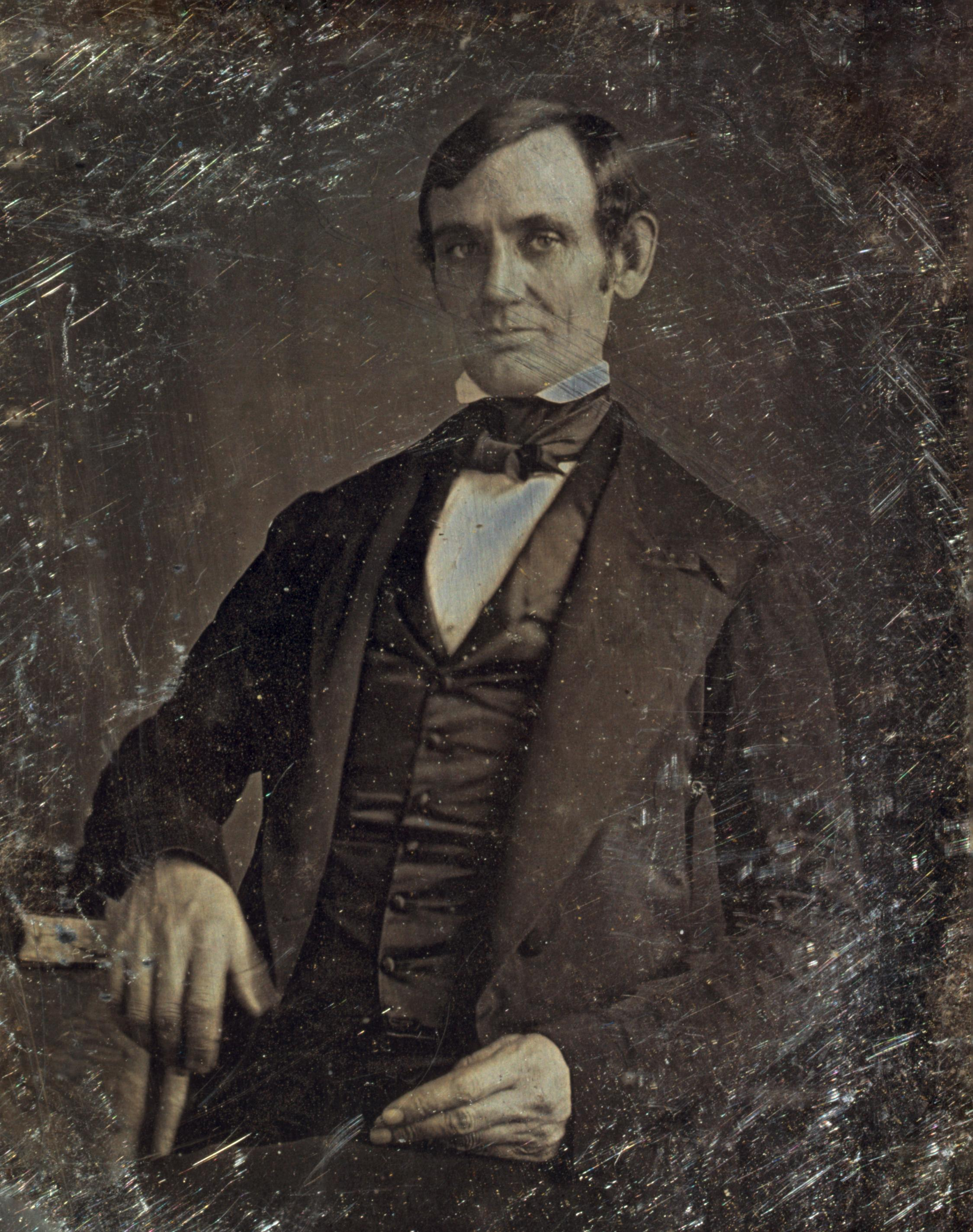
Lincoln între 30 și 40 de ani, pe când era membru al Camerei Reprezentanților SUA. Fotografie realizată de unul din studenții la drept ai lui Lincoln pe la 1846.

De la începutul anilor 1830, Lincoln era un Whig loial și se descria prietenilor săi în 1861 „un Whig pe linia veche, discipol al lui Henry Clay”. Partidul, inclusiv Lincoln, susținea modernizarea economiei în domeniul sistemului bancar, punerea de taxe protecționiste din care să se finanțeze proiecte de dezvoltare internă, de exemplu construcții de căi ferate, și promova urbanizarea.
În 1846, Lincoln a fost ales în Camera Reprezentanților a Statelor Unite, unde a exercitat un singur mandat de doi ani. Era singurul Whig din delegația statului Illinois, dar a dat dovadă de loialitate față de partid participând la aproape toate voturile și ținând discursuri în care apăra linia partidului. În colaborare cu congressmanul aboliționist Joshua R. Giddings⁠(en)[traduceți], a redactat o propunere legislativă de abolire a sclaviei în Districtul Columbia, cu compensație pentru proprietari, stipulări care să oblige la capturarea sclavilor fugari, și supunerea chestiunii la referendum. El a abandonat propunerea după ce ea nu a întrunit suficientă susținere în cadrul Partidului Whig.
În domeniul politicii externe și militare, Lincoln s-a pronunțat împotriva Războiului Americano–Mexican, pe care îl punea pe seama dorinței președintelui Polk de „glorie militară—acel atrăgător curcubeu care se înalță în ploile de sânge”. Lincoln a susținut și Clauza Wilmot⁠(en)[traduceți], care, dacă ar fi fost adoptată, ar fi interzis sclavia în orice teritoriu american dobândit de la Mexic.
Lincoln s-a poziționat ferm ca opozant al lui Polk, după ce a redactat și a propus o rezoluție prin care lui Polk i se cerea să indice locul exact de pe teritoriul american unde fusese vărsat sânge, și să demonstreze că acel teritoriu aparține SUA; pretextul invocat de președintele Polk pentru declanșarea războiului a fost uciderea unor soldați americani pe un teritoriu disputat între Mexic și SUA, iar Polk declarase că soldați mexicani „invadaseră teritoriul nostru și că vărsaseră sângele concetățenilor noștri pe pământul nostru”.
Congresul nu a adoptat rezoluția și nici măcar nu a dezbătut-o, ziarele naționale au ignorat-o și ea s-a soldat în cele din urmă cu pierderea susținerii politice pentru Lincoln în propriul său colegiu. Un ziar Illinois l-a poreclit ironic „spotty Lincoln”. Lincoln a regretat ulterior unele din afirmațiile sale, mai ales atacul asupra puterilor președintelui în caz de război.
Realizând că Clay nu va putea câștiga președinția, Lincoln, care în 1846 se angajase să rămână în Cameră pentru un singur mandat, l-a susținut pe Zachary Taylor drept candidat Whig la prezidențialele din 1848⁠(en)[traduceți]. Taylor a câștigat, iar Lincoln spera să fie numit comisar al General Land Office⁠(en)[traduceți], dar această sinecură a fost acordată unui rival de-al său din Illinois, Justin Butterfield⁠(en)[traduceți], considerat de administrație un avocat foarte priceput, dar de către Lincoln, o „fosilă bătrână”. Administrația i-a oferit lui Lincoln ca premiu de consolare postul de secretar sau guvernator al teritoriului Oregon. Acest teritoriu îndepărtat era un fief al democraților, iar acceptarea postului i-ar fi pus capăt carierei politice și avocățești din Illinois, așa că el a refuzat și și-a reluat practica avocaturii.

## Avocat de prerie
Lincoln s-a întors la cabinetul său de avocatură din Springfield, primind „orice fel de caz în care putea să fie angrenat un avocat de prerie”. Timp de câte zece săptămâni, de două ori pe an vreme de 16 ani, apărea în reședințele de comitat din zona centrală a statului, acolo unde tribunalele de comitat erau în sesiune. Lincoln a primit mai multe cazuri în domeniul transporturilor, în contextul în care țara se extindea agresiv către vest, în special conflicte provenite din funcționarea plutelor pe căile de transport fluviale pe sub noile poduri de cale ferată. Ca fost barcagiu, Lincoln a favorizat la început interesele plutașilor, dar a reprezentat în cele din urmă pe oricine îl angaja. Mai târziu, a reprezentat și o companie de poduri împotriva uneia de transport fluvial, într-un caz de referință⁠(en)[traduceți] în care o barcă se scufundase după ce s-a ciocnit de un pod. În 1849, a brevetat un dispozitiv de plutire ce facilita deplasarea ambarcațiunilor în ape puțin adânci. Ideea nu a fost niciodată comercializată, dar Lincoln a rămas până astăzi singurul președinte american care a deținut un brevet de invenție.
În 1851, el a reprezentat compania Alton & Sangamon Railroad⁠(en)[traduceți] într-o dispută cu unul dintre acționarii săi, James A. Barret, care refuzase să plătească contravaloarea acțiunilor sale pe motiv că compania modificase ruta inițială a căii ferate. Lincoln a reușit să susțină în mod convingător că, în conformitate cu statutul ei în vigoare la momentul în care Barret a semnat angajamentul de a cumpăra acțiuni, compania nu avea obligația să păstreze ruta inițială; statutul a fost modificat ulterior în interes public pentru a construi o rută nouă, mai bună și mai ieftină, iar corporația și-a rezervat dreptul de a cere plata acțiunilor de către Barret. Decizia Curții Supreme din Illinois⁠(en)[traduceți] a fost citată apoi ca precedent în numeroase alte instanțe din țară. Lincoln a apărut în fața Curții Supreme a statului în 175 de cazuri, din care în 51 ca unic avocat, dintre care 31 au fost câștigate. Din 1853 până în 1860, un alt mare client al lui Lincoln a fost Illinois Central Railroad⁠(en)[traduceți].
Cel mai notabil proces penal la care a luat parte Lincoln a avut loc în 1858, când l-a apărat pe William "Duff" Armstrong⁠(en)[traduceți], judecat pentru uciderea lui James Preston Metzker. Cazul este celebru pentru utilizarea de către Lincoln a unui fapt de notorietate pentru a contesta credibilitatea unui martor ocular. După ce un martor al acuzării a depus mărturie că a văzut crima în lumina lunii, Lincoln a scos un exemplar din Farmers' Almanac⁠(en)[traduceți] în care se arăta că la acea dată luna se afla prea jos pe cer pentru a îmbunătăți vizibilitatea. Pe baza acestei dovezi, Armstrong a fost achitat.
Lincoln rareori ridica obiecții în sala de judecată; cu toate acestea, într-un caz din 1859, în care apăra o rudă de a sa, Peachy Harrison, acuzat de uciderea cuiva prin înjunghiere, Lincoln a protestat furios împotriva hotărârii judecătorului de a exclude probe favorabile clientului său. În loc să-l rețină pe Lincoln pentru sfidarea curții, așa cum era de așteptat, judecătorul, un democrat, și-a schimbat decizia, permițând analizarea probelor și achitându-l pe Harrison.

## Politica republicană

### Sclavia și „casa dezbinată”
În anii 1850, sclavia încă mai era legală în Sudul Statelor Unite, dar fusese în general scoasă în afara legii în statele din nord, inclusiv în Illinois, a cărui constituție din 1818 interzicea sclavia, așa cum impunea Ordonanța Nord-Vestului⁠(en)[traduceți]. Lincoln dezaproba sclavia și răspândirea ei în noile teritorii americane din vest. El a revenit în viața politică pentru a se opune legii pro-sclavie Kansas–Nebraska din 1854; această lege abroga Compromisul Missouri din 1820 care limita răspândirea sclaviei. Senatorul senior de Illinois Stephen A. Douglas incorporase în lege principiul „suveranității populare”. Clauza lui Douglas, căreia i se opunea Lincoln, specifica faptul că coloniștii au dreptul de a determina la nivel local dacă să permită sau nu sclavia într-un nou teritoriu american, în loc ca decizia să fie luată la nivelul Congresului național.
Eric Foner (2010) face distincția pe de o parte între aboliționiștii și radicalii republicani din nord-est, care considerau sclavia un păcat, și pe de altă parte republicanii conservatori care o considerau rea pentru că făcea rău albilor și bloca progresul. Foner afirmă că Lincoln era un moderat aflat la mijloc, opunându-se sclaviei în principal pentru că viola principiile republicane ale Părinților Fondatori, în special egalitatea între toți oamenii și autoguvernarea democratică exprimată în Declarația de Independență.

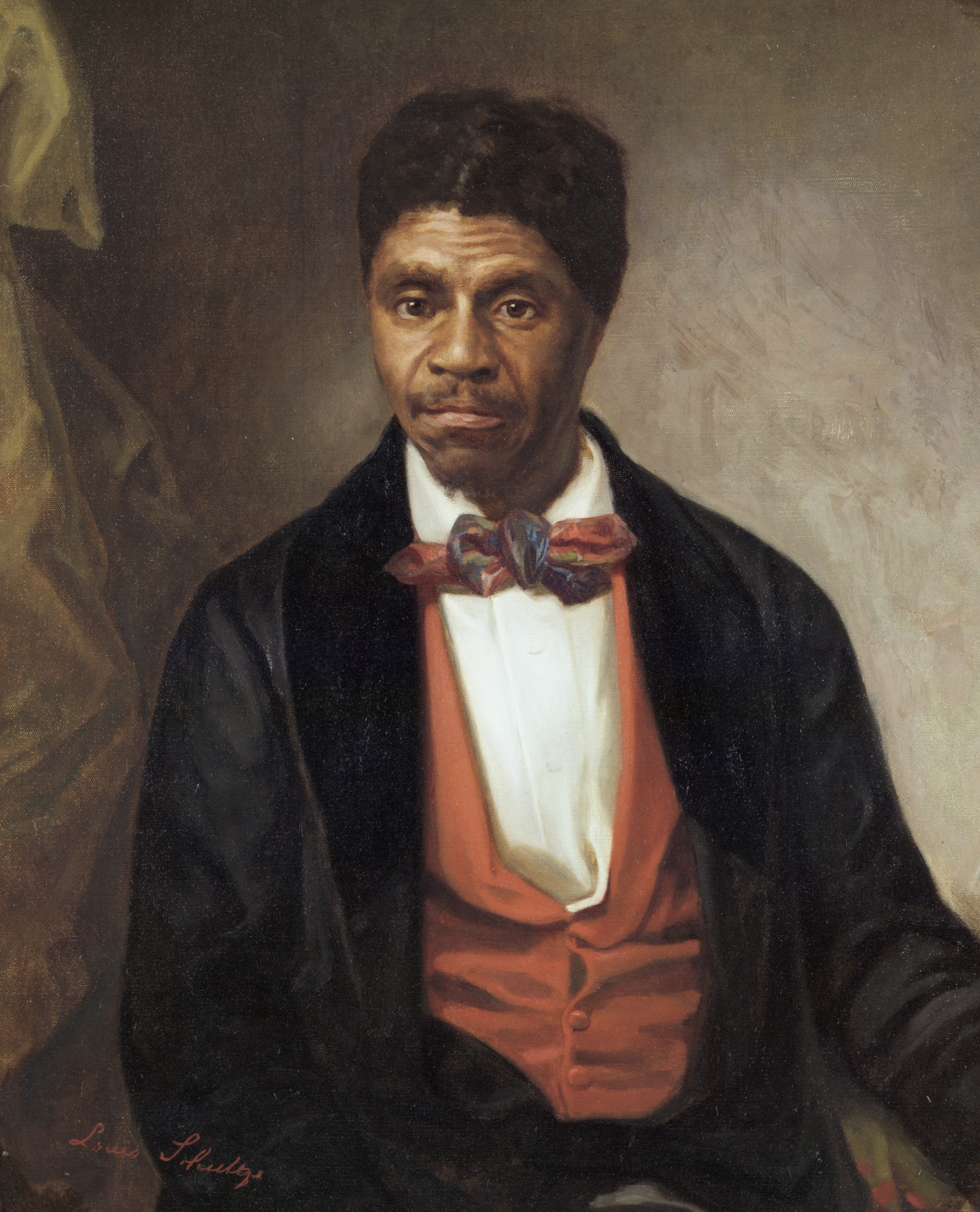
Portretul lui en. Lincoln a denunțat decizia Curții Supreme în cazul Dred Scott v. Sandford ca parte a unei conspirații în vederea susținerii expansiunii sclaviei.

La 16 octombrie 1854, în „discursul de la Peoria”⁠(en)[traduceți], Lincoln și-a declarat opoziția față de sclavie, poziție pe care și-a repetat-o pe tot drumul către președinție. Vorbind cu accentul său de Kentucky, cu o voce foarte puternică, el a spus că Legea Kansasului avea o „indiferență declarată, dar, cred eu, un zel real și ascuns pentru răspândirea sclaviei. Nu pot decât să o urăsc. O urăsc din cauza monstruoasei nedreptăți a sclaviei înseși. O urăsc pentru că privează exemplul nostru republican de dreapta sa influență în lume ...”
La sfârșitul lui 1854, Lincoln a candidat ca Whig pentru Senatul SUA din partea statului Illinois. La acea vreme, senatorii erau aleși de legislativul statului. După ce a condus în primele șase tururi de scrutin în adunarea din Illinois, a început să piardă din susținere, iar Lincoln i-a instruit pe susținătorii săi să voteze pentru Lyman Trumbull⁠(en)[traduceți], care în cele din urmă l-a învins pe principalul adversar Joel Aldrich Matteson⁠(en)[traduceți]. Partidul Whig era ireparabil scindat de Legea Kansas–Nebraska. Lincoln scria: „cred că sunt un Whig, dar alții spun că nu mai există Whig, și că eu sunt un aboliționist [...] eu nu fac decât să mă opun răspândirii sclaviei.”
Din rămășițele vechiului Partid Whig, și din unii nemulțumiți din partidele Free Soil, al Libertății, și Democrat, s-a format, cu directa participare a lui Lincoln, un nou partid, Partidul Republican. La Convenția Națională a acestui partid din 1856⁠(en)[traduceți], Lincoln s-a clasat al doilea în competiția pentru candidatura la funcția de vicepreședinte.
În 1857–1858, Douglas s-a distanțat de președintele James Buchanan, ceea ce a dus la o luptă pentru controlul asupra Partidului Democrat. Chiar și unii republicani din est susțineau realegerea lui Douglas în Senat în 1858, întrucât el se opusese Constituției de la Lecompton⁠(en)[traduceți], prin care Kansasul ar fi fost admis în uniune ca stat ce permitea sclavia. În martie 1857, Curtea Supremă a anunțat decizia în cazul Dred Scott v. Sandford; președintele Curții Supreme, Roger B. Taney, a opinat că negrii nu sunt cetățeni și nu au niciun drept specificat de Constituție. Lincoln a denunțat această decizie, acuzând-o drept produs al unei conspirații a democraților pentru a susține Puterea Sclaviei. Lincoln declara: „autorii Declarației de Independență nu au intenționat niciodată să spună că toți oamenii sunt egali în culoare, dimensiuni, intelect, dezvoltare morală sau capacitate socială; ci că erau considerați toți oamenii egali—egali în anumite drepturi inalienabile, între care cele la viață, libertate și căutarea fericirii.”
După ce convenția republicană la nivel de stat l-a nominalizat pentru candidatura la Senatul SUA în 1858, Lincoln a ținut discursul „Casa dezbinată”, parafrazând textul biblic de la Marcu 3:25: „dacă o casă este dezbinată împotriva ei însăși, casa aceea nu poate dăinui. Cred că acest guvern nu poate dăinui la nesfârșit jumătate cu sclavi și jumătate liber. Nu aștept ca Uniunea să se dizolve—nu aștept să se prăbușească casa—dar aștept ca dezbinarea să înceteze. Fie va devenit cu totul una, fie cu totul cealaltă.” Discursul a creat o imagine ce evoca pericolul dezbinării cauzate de dezbaterea pe tema sclaviei, și i-a adus împreună pe republicanii din tot Nordul. Scena era pregătită pentru campania electorală dinaintea alegerilor legislative, prin care statul Illinois urma să aleagă între Lincoln și Douglas pentru funcția de senator federal.

### Dezbaterile Lincoln–Douglas și discursul de la Cooper Union

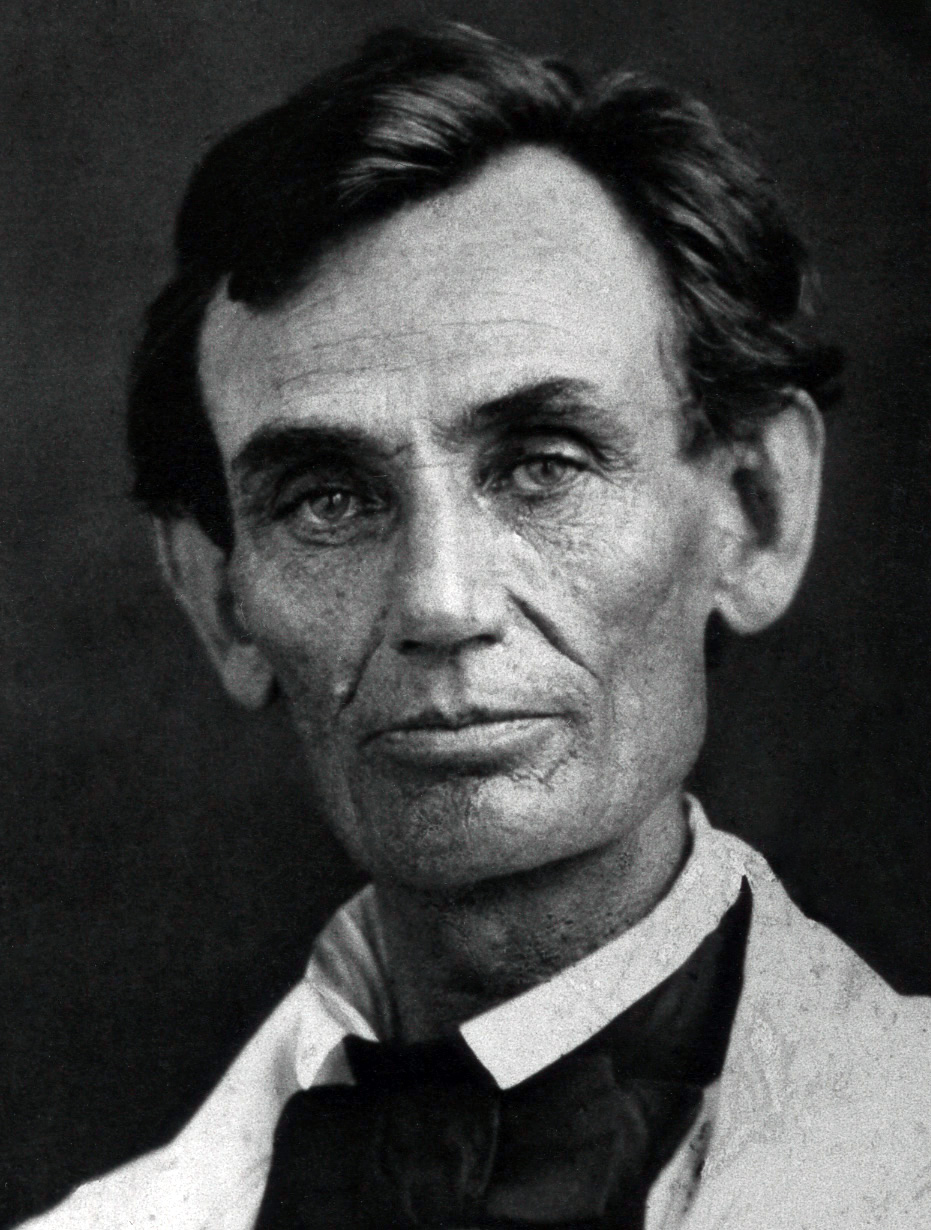
Lincoln în 1858, anul dezbaterilor sale cu Stephen Douglas pe tema sclaviei.

Campania pentru Senat a fost centrată pe dezbaterile Lincoln–Douglas din 1858, cele mai celebre dezbateri politice din istoria Statelor Unite. Principalii participanți au apărut într-un puternic contrast reciproc, atât din punct de vedere fizic, cât și politic. Lincoln avertiza că „Puterea Sclaviei” amenință valorile republicanismului și l-a acuzat pe Douglas că pervertește valorile Părinților Fondatori, care considerau că toți oamenii sunt creați egali, în timp ce Douglas a pus accent pe doctrina Freeport⁠(en)[traduceți], opinia să că coloniștii locali sunt liberi să aleagă dacă să permită sau nu sclavia, și l-a acuzat pe Lincoln că s-ar fi alăturat aboliționiștilor. Dezbaterile aveau atmosfera unei finale de box și a atras mii de spectatori. Lincoln a afirmat că teoria suveranității populare⁠(en)[traduceți] promovată de Douglas este o amenințare la adresa moralității națiunii și că Douglas reprezintă o conspirație pentru extinderea sclaviei în statele libere. Douglas a afirmat că Lincoln sfidează autoritatea Curții Supreme a SUA și hotărârea în cazul Dred Scott.
Deși candidații parlamentari ai republicanilor au obținut mai multe voturi populare, democrații au obținut mai multe locuri, iar legislativul statului l-a reales pe Douglas în Senat. În ciuda amărăciunii înfrângerii lui Lincoln, felul în care a articulat aspectele în dezbatere i-a adus o reputație politică națională. În mai 1859, Lincoln a cumpărat Illinois Staats-Anzeiger, un ziar de limbă germană care îl susținuse constant; mare parte din cei 130.000 de etnici germani din stat votaseră cu democrații, dar exista o bază de susținere republicană pe care ziarul germanofon o putea mobiliza.
La 27 februarie 1860, liderii de partid din New York l-au invitat pe Lincoln să țină un discurs la Cooper Union⁠(en)[traduceți] în fața unui grup de republicani puternici. Lincoln a susținut că Părinților Fondatori nu le trebuia suveranitatea populară și că ei încercaseră în mod repetat să restricționeze sclavia. Lincoln a insistat că bazele morale ale republicanilor impun opoziția față de sclavie, și a respins orice „bâjbâială după vreo cale de mijloc între bine și rău”. În ciuda apariției sale neelegante—mulți din public îl considerau neîndemânatic și chiar urât—Lincoln a dat dovadă de un leadership intelectual care l-a propulsat în primele rânduri ale partidului și ca favorit pentru candidatura prezidențială. Ziaristul Noah Brooks⁠(en)[traduceți] relata: „nimeni până acum nu a lăsat o asemenea impresie la prima adresare în fața publicului newyorkez.”
Istoricul Donald⁠(en)[traduceți] a descris discursul ca pe o „superbă mișcare politică pentru un candidat neanunțat, să apară în statul unuia dintre rivali (William H. Seward) la un eveniment sponsorizat de loialiștii unui al doilea rival (Salmon P. Chase), nemenționând pe niciunul dintre ei pe nume în timpul cuvântării”. Ca răspuns la o întrebare despre intențiile sale prezidențiale, Lincoln a spus: „am puțin acest gust în gură”.

### Nominalizarea pentru candidatura din 1860 și campania electorală

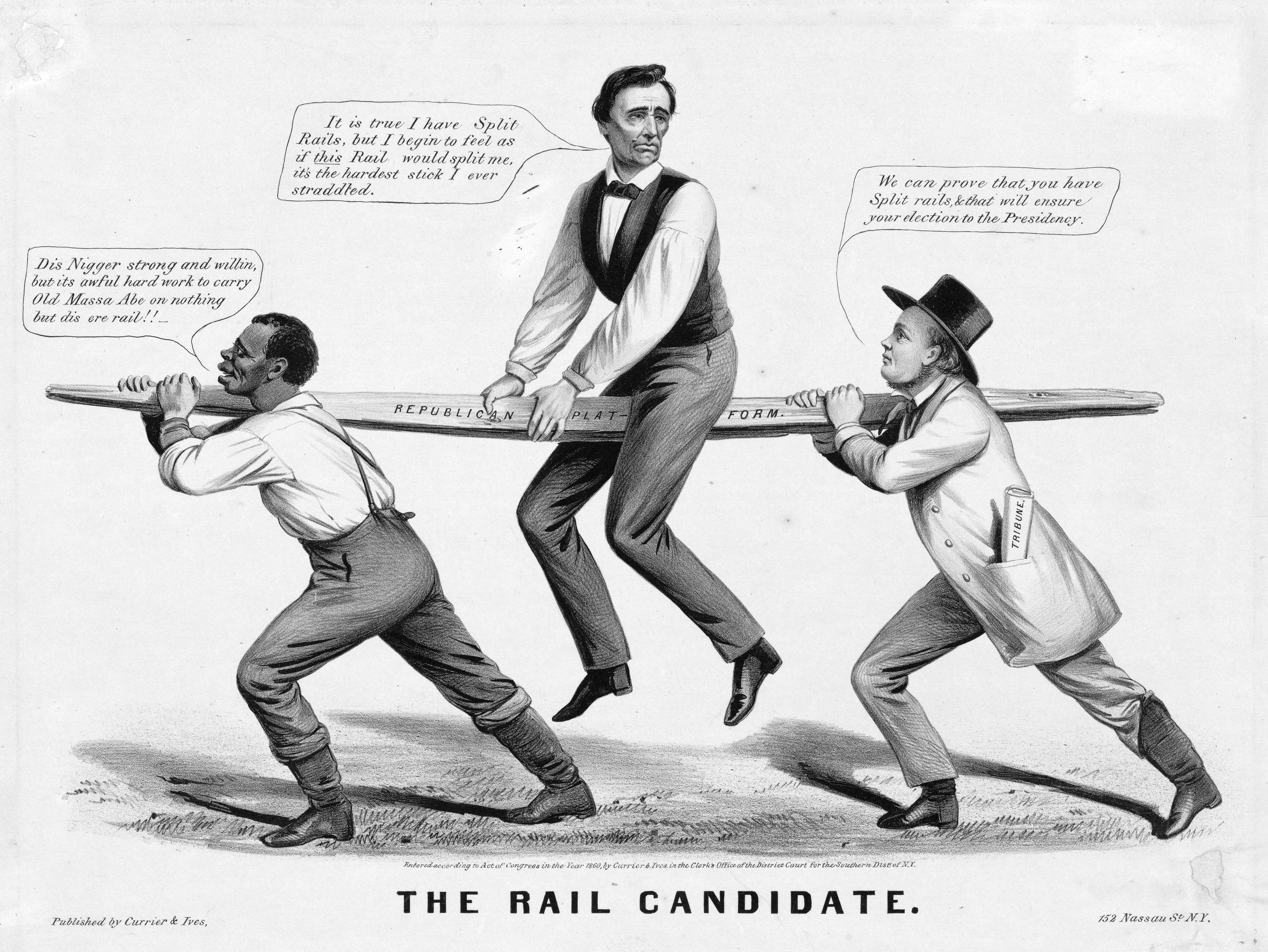
„Candidatul Traversă”—candidatura lui Lincoln din 1860 descrisă ca fiind susținută de chestiunea sclaviei—un sclav în stânga, și de organizația de partid (în dreapta).

La 9–10 mai 1860, Convenția Republicană din Statul Illinois s-a ținut la Decatur. Susținătorii lui Lincoln au organizat o echipă de campanie condusă de David Davis⁠(en)[traduceți], Norman Judd⁠(en)[traduceți], Leonard Swett⁠(en)[traduceți] și Jesse DuBois, iar Lincoln a primit aici prima susținere pentru candidatura prezidențială. Exploatând legenda zilelor de la Frontieră petrecute împreună cu tatăl său (desțelenind pământul și despicând traverse cu toporul), susținătorii lui Lincoln au adoptat eticheta de „Candidatul Traversă” (în engleză The Rail Candidate).
La 18 mai, la Convenția Națională Republicană de la Chicago, prietenii lui Lincoln i-au obținut candidatura la al treilea tur de scrutin, înaintea altor candidați ca William H. Seward și Salmon P. Chase. Un fost democrat, Hannibal Hamlin din Maine, a fost nominalizat pentru funcția de vicepreședinte pentru a echilibra oferta electorală. Succesul lui Lincoln depindea de reputația sa de moderat în chestiunea sclaviei, dar și de susținerea puternică pentru programele inspirate din direcțiile Whig pe tema îmbunătățirilor interne și ale protecționismului fiscal.
La al treilea tur de scrutin, delegații din Pennsylvania i-au dat voturile ce i-au asigurat majoritatea. Interesele siderurgice ale celor din Pennsylvania au fost asigurate de susținerea de către Lincoln a taxării importurilor. Echipa de campanie a lui Lincoln s-a concentrat cu abilitate pe această delegație, dar și pe altele, urmând ferma recomandare a lui Lincoln de a nu „face contracte care mă obligă”.
Majoritatea republicanilor au căzut de acord cu Lincoln că Nordul este partea vătămată, „Slave Power” controlând prea puternic guvernul național prin decizia în cazul Dred Scott și pe președintele James Buchanan. De-a lungul anilor 1850, Lincoln s-a îndoit de perspectiva unui război civil, iar susținătorii lui au respins afirmațiile că alegerea sa va incita la secesiune. Între timp, Douglas a fost ales candidat al democraților din Nord. Delegați din 11 state sclavagiste au părăsit convenția Democraților, întrucât nu erau de acord cu poziția lui Douglas pe tema suveranității populare, și l-au ales în cele din urmă drept candidat pe John C. Breckinridge.
În timp ce Douglas și ceilalți candidați își promovau insistent campaniile, Lincoln a fost singurul care nu a ținut niciun discurs. El a monitorizat în schimb îndeaproape campania și s-a bazat pe entuziasmul Partidului Republican. Partidul a făcut munca de jos care a produs majorități în tot Nordul, generând o abundență de afișe electorale, foi volante și editoriale. Mii de vorbitori republicani s-au concentrat în primul rând pe platforma partidului și în al doilea rând pe povestea vieții lui Lincoln, punând accent pe copilăria petrecută în sărăcie. Scopul era acela de a demonstra puterea superioară a „muncii libere” prin care un băiat de rând de la țară poate să ajungă în vârf doar prin propriile eforturi. Producția de literatură de campanie a Partidului Republican a fost mai mare decât a tuturor adversarilor săi la un loc; un redactor de la Chicago Tribune a produs o broșură care detalia viața lui Lincoln, și a vândut între 100.000 și 200.000 de copii.

## Președinția

### Alegerile din 1860 și secesiunea
La 6 noiembrie 1860, Lincoln a fost ales al 16-lea președinte al Statelor Unite, învingându-i pe democratul Stephen A. Douglas, pe John C. Breckinridge care candida din partea democraților din Sud, și pe John Bell de la noul Partid Uniunea Constituțională⁠(en)[traduceți]. A fost primul președinte dat de Partidul Republican. Victoria sa s-a datorat în întregime puternicei susțineri din Nord și din Vest; în 10 din cele 15 state sclavagiste nu a apărut pe niciun buletin de vot, și a câștigat doar două din cele 996 de comitate din tot Sudul.
Lincoln a primit 1.866.452 de voturi, Douglas 1.376.957, Breckinridge 849.781 de voturi, iar Bell 588.789. Prezența la urne a fost de 82.2 %, Lincoln câștigând în statele libere din Nord, în California și în Oregon. Douglas a câștigat statul Missouri, și a obținut trei din cei patru electori din New Jersey (celălalt fiind câștigat de Lincoln). Bell a câștigat în Virginia, Tennessee, și în Kentucky, iar Breckinridge a câștigat restul Sudului.
Deși Lincoln a obținut doar o pluralitate a votului popular, victoria sa în colegiul electoral a fost una clară: Lincoln a avut 180 de electori, iar toți adversarii săi împreună au strâns doar 123. Au existat câteva candidaturi comune ale adversarilor lui Lincoln, în care aceștia au susținut aceeași listă de electori în New York, New Jersey și în Rhode Island, dar chiar dacă acest lucru s-ar fi întâmplat în toate statele, Lincoln tot ar fi obținut o majoritate în Colegiul Electoral.

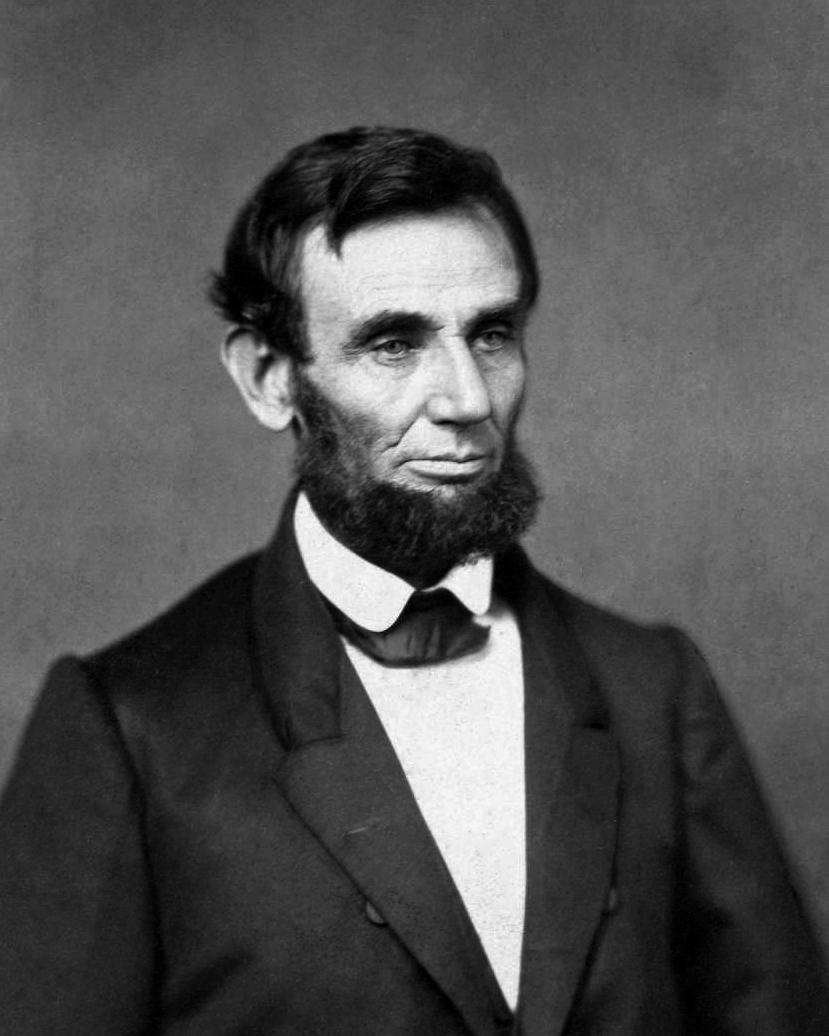
Prima fotografie a noului președinte

Când alegerea lui Lincoln a devenit evidentă, secesioniștii și-au anunțat intenția de a părăsi Uniunea înainte ca el să preia funcția în luna martie a anului următor. La 20 decembrie 1860, Carolina de Sud a deschis calea, adoptând o ordonanță de secesiune; până la 1 februarie 1861, au urmat Florida, Mississippi, Alabama, Georgia, Louisiana și Texas. Șase dintre aceste state au adoptat apoi o constituție comună și s-au declarat țară suverană, cu numele de Statele Confederate ale Americii. Sudul superior și statele de graniță (Delaware, Maryland, Virginia, Carolina de Nord, Tennessee, Kentucky, Missouri și Arkansas) au ascultat apelul la secesiune, dar la început l-au respins. Președintele Buchanan și președintele-ales Lincoln au refuzat să recunoască Confederația, declarând secesiunea ilegală. Confederația l-a ales pe Jefferson Davis ca președinte provizoriu la 9 februarie 1861.
Au existat tentative de compromis. Compromisul Crittenden⁠(en)[traduceți] ar fi extins linia din compromisul Missouri din 1820, împărțind teritoriile în teritorii cu sclavi și teritorii libere, contrar platformei republicane pe doctrina „pământul liber”. Lincoln a respins ideea, afirmând: „mai degrabă mor decât să consimt ... la orice concesiune sau compromis care arată ca și cum cumpăr privilegiul de a prelua această guvernare la care avem un drept constituțional.”
Lincoln a susținut însă tacit propunerea amendamentului Corwin⁠(en)[traduceți] la Constituție, care fusese adoptată de Congres înainte ca Lincoln să preia mandatul și aștepta ratificarea de către state. Această propunere de amendament ar fi protejat sclavia în statele în care deja exista și ar fi garantat neintervenția Congresului în acest domeniu fără consimțământul Sudului. Cu câteva săptămâni înainte de război, Lincoln a trimis fiecărui guvernator o scrisoare în care îi informa că Congresul a adoptat o rezoluție comună pentru modificarea Constituției. Lincoln era deschis posibilității unei convenții constituționale care să promoveze și alte amendamente.
În drumul cu trenul către depunerea jurământului, Lincoln s-a adresat publicului și legislativelor din tot Nordul. Președintele-ales a scăpat de scăpat de o posibilă tentativă de asasinat⁠(en)[traduceți] la Baltimore, unde un complot a fost descoperit de șeful securității lui Lincoln, Allan Pinkerton⁠(en)[traduceți]. La 23 februarie 1861, el a sosit în Washington, D.C. deghizat, orașul fiind bine păzit de armată. Lincoln s-a adresat în discursul sau inaugural Sudului, proclamând din nou că nu are nicio intenție sau înclinație să abolească sclavia în statele din Sud:
„Par să existe temeri în rândul populației din statele din Sud că prin venirea unei administrații republicane, proprietatea și pacea și siguranța lor personală ar fi în pericol. Nu a existat niciodată vreun motiv rezonabil pentru astfel de temeri. În schimb, există dintotdeauna cele mai multe dovezi ale contrariului, și chiar și acum ele pot fi observate de oricine. Ele se găsesc în aproape toate discursurile publice ale celui care vi se adresează acum. Nu fac decât să citesc din aceste discursuri când declar că «nu am niciun scop, direct sau indirect, să mă amestec în instituția sclaviei în statele în care ea există. Cred că nu am niciun drept legal de a o face și nu am nicio înclinație de a o face.””—Primul discurs inaugural⁠(en)[traduceți], 4 martie 1861
Președintele și-a încheiat cuvântarea cu un apel adresat poporului din Sud: „Nu suntem dușmani, ci prieteni. Nu trebuie să fim dușmani ... Firele mistice ale memoriei, care se întind de la fiecare câmp de bătălie, de la fiecare mormânt de patriot, până la fiecare inimă și până la fiecare piatră de temelie de pe tot acest mare pământ, vor înălța din nou corul Uniunii, când vor fi din nou atinse, și sigur vor fi, de îngerii cei buni ai naturii noastre.” Eșecul Conferinței de Pace din 1861⁠(en)[traduceți] a dat semnalul că un compromis legislativ nu este posibil. Până în martie 1861, niciun lider al insurecției nu a propus revenirea în cadrul Uniunii cu vreo condiție. Între timp, Lincoln și conducerea Partidului Republican au căzut de acord că dezmembrarea Uniunii nu poate fi tolerată. Pe la sfârșitul războiului, Lincoln spunea:
Niciuna din părți nu aproba războiul, dar una dintre ele prefera să provoace războiul decât să lase țara să supraviețuiască, iar cealaltă era dispusă să accepte războiul decât s-o lase să piară, iar războiul a venit.

### Începutul războiului

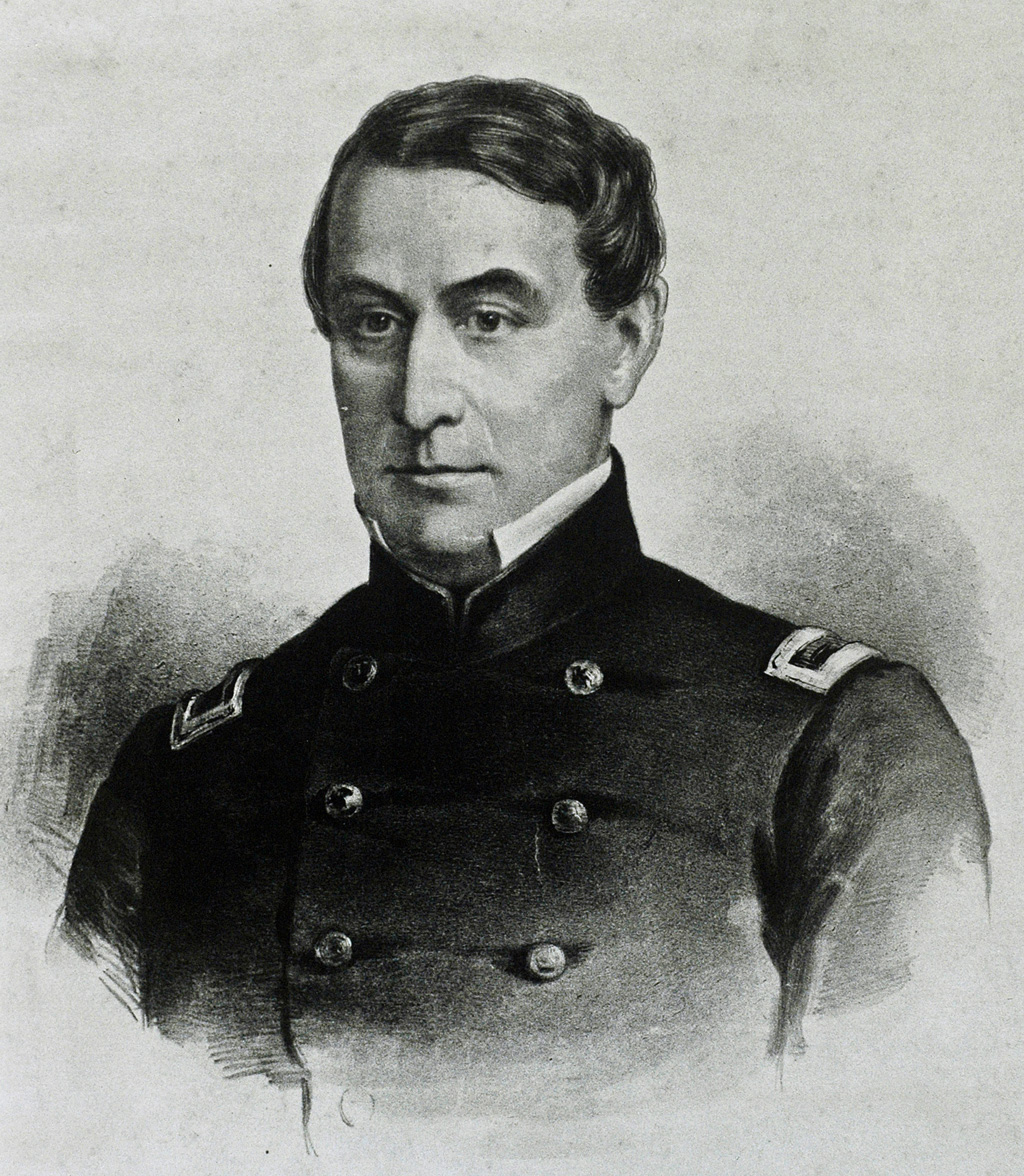
, comandantul Fortului Sumter

Comandantul Fortului Sumter din Carolina de Sud, maiorul Robert Anderson, a trimis la Washington o cerere de aprovizionare, iar punerea în aplicare a ordinului lui Lincoln de a îndeplini această cerere a fost văzut de secesioniști ca un act de război. La 12 aprilie 1861, forțele confederate au tras asupra trupelor Uniunii la Fort Sumter, obligându-le să se predea, și au declanșat războiul. Istoricul Allan Nevins⁠(en)[traduceți] a susținut că proaspăt instalatul în funcție Lincoln a făcut trei greșeli: a subestimat gravitatea crizei, a exagerat forța sentimentului unionist din Sud, și nu a înțeles că unioniștii din Sud insistă ca Sudul să nu fie invadat.
William Tecumseh Sherman a vorbit cu Lincoln în săptămâna inaugurării și a fost „grav dezamăgit” de faptul că el nu a înțeles că „țara doarme pe un vulcan” și că Sudul se pregătește de război. Donald concluzionează că „eforturile sale repetate de a evita ciocnirile în lunile dintre inaugurare și schimbul de focuri de la Ft. Sumter demonstrează că și-a respectat jurământul de a nu fi primul care varsă sânge frățesc. Dar el a jurat și să nu predea forturile. Singura rezolvare a acestor poziții contradictorii a fost ca primul foc să fie tras de confederați; așa a și fost.”
La 15 aprilie, Lincoln a cerut tuturor statelor să trimită detașamente totalizând 75.000 de soldați pentru recapturarea forturilor, protejarea Washingtonului și „conservarea Uniunii”, care, în opinia sa, era încă intactă în ciuda acțiunilor statelor secesioniste. Acest apel a forțat statele să aleagă o tabără. Virginia și-a declarat secesiunea și a fost răsplătită prin stabilirea capitalei Confederației pe teritoriul ei, în ciuda poziției expuse a Richmondului atât de aproape de liniile Uniunii. Carolina de Nord, Tennessee și Arkansas au votat și ele pentru secesiune în următoarele două luni. Sentimentul secesionist era puternic și în Missouri și Maryland, dar nu a reușit să determine secesiunea; Kentucky a încercat să rămână neutru. Atacul confederat asupra Fortului Sumter i-a raliat pe americanii de la nord de linia Mason-Dixon în apărarea țării. Istoricul Allan Nevins spune: 
Lovitura de trăsnet de la Sumter a produs o surprinzătoare cristalizare a sentimentului nordist....furia a măturat toată țara. Din toate părțile veneau vești despre mitinguri, discursuri, rezoluții, angajamente de susținere din partea mediului de afaceri, adunarea de companii și regimente, acțiuni hotărâte ale guvernatorilor și legislativelor.”
Regimentele s-au îndreptat spre sud la luptă, răspunzând la apelul lui Lincoln. La 19 aprilie, mulțimi de protestatari antirăzboi din Baltimore, care controlau legăturile feroviare, au atacat trupele Uniunii⁠(en)[traduceți] care schimbau trenurile, și apoi au ars podurile. Lincoln a răspuns arestându-l pe George William Brown⁠(en)[traduceți], primarul orașului Baltimore, cu întreg consiliul local, toți comisarii de poliție, un congressman de Maryland și alți politicieni din stat. Ei au fost încarcerați fără mandat, fără a fi judecați sau puși sub acuzare, întrucât Lincoln suspendase unilateral înscrisul habeas corpus. John Merryman⁠(d), un oficial din statul Maryland, i-a cerut judecătorului Roger B. Taney de la Curtea Supremă să emită un înscris de habeas corpus. Taney, acționând ca judecător de circuit, a emis înscrisul, afirmând că suspendarea prezidențială este neconstituțională, deoarece este prerogativa Congresului. Lincoln a ignorat decizia. Armata a ocupat Baltimore-ul și agenții federali au încarcerat o treime din membrii Adunării Generale a statului Maryland. Lincoln i-a eliberat doar după ce a luat sfârșit amenințarea confederată asupra Marylandului; Merryman a fost eliberat și el în iulie.

### Preluarea comenzii asupra efortului de război al Uniunii
După bătălia de la Fort Sumter, Lincoln a realizat importanța preluării imediate a controlului executiv asupra războiului și a elaborării unei strategii de ansamblu pentru înăbușirea rebeliunii. Lincoln a întâmpinat o criză politică și militară fără precedent, și a răspuns în calitate de comandant suprem al forțelor armate, făcând uz de niște puteri fără precedent. Și-a extins puterile pe timp de război și a impus o blocadă asupra tuturor porturilor comerciale confederate, a deblocat fonduri înaintea atribuirii lor de către Congres și, după ce a suspendat habeas corpus, a arestat și a încarcerat mii de persoane suspectate de a fi simpatizanți ai Confederației. Lincoln era susținut de Congres și de publicul din Nord în aceste acțiuni. Mai mult, Lincoln a fost obligat să întărească simpatiile puternice pro-Uniune din statele sclavagiste de graniță și să împiedice conflictul să capete o dimensiune internațională.

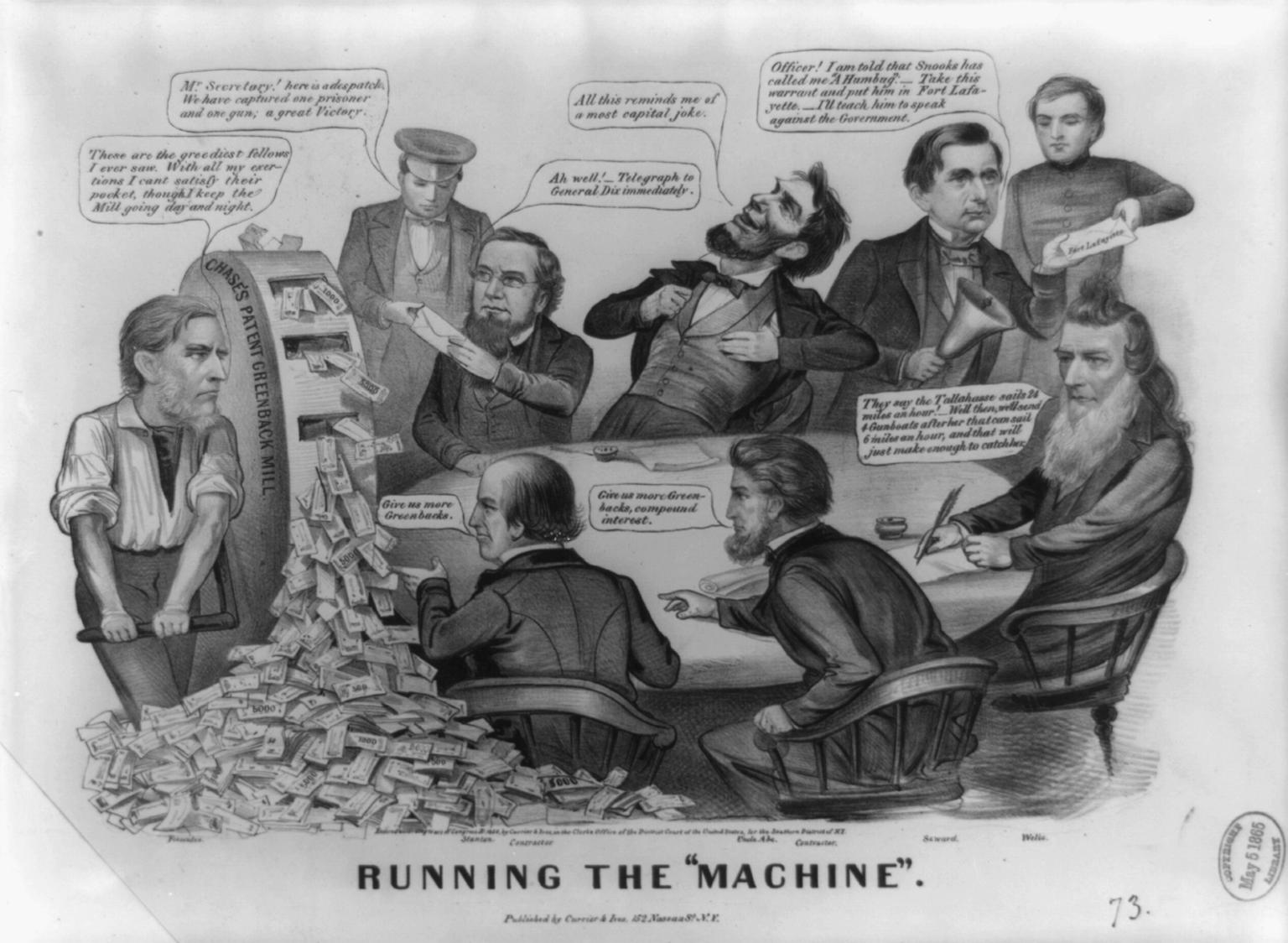
„Funcționarea «Mașinii» ": caricatură politică din 1864 care ironizează administrația Lincoln—cu en, Edwin Stanton, William Seward, en, Lincoln și alții.

Efortul de război a fost o sursă continuă de atacuri la adresa lui Lincoln, și îi domina timpul și atenția. De la început, era clar că suportul bipartizan avea să fie esențial pentru succesul în efortul de război, și orice fel de compromis înstrăina facțiunile din cele două părți ale eșichierului politic, cum ar fi numirea de republicani și democrați în funcții de comandă în cadrul armatei Uniunii. Copperheads l-au criticat pe Lincoln pentru refuzul de a face vreun compromis în chestiunea sclaviei. La fel, republicanii radicali l-au criticat că se mișcă prea încet către abolirea sclaviei. La 6 august 1861, Lincoln a promulgat Legea de Confiscare, prin care autoriza proceduri judiciare pentru confiscarea și eliberarea sclavilor folosiți pentru susținerea efortului de război confederat. În practică, legea avea efecte limitate, dar a dat un semnal politic de suport pentru abolirea sclaviei în Confederație.
La sfârșitul lui august 1861, generalul John C. Frémont, candidatul republican pentru alegerile din 1856, a proclamat legea marțială în Missouri, fără a se consulta cu superiorii săi de la Washington. El a declarat că orice cetățean găsit că poartă arme poate fi judecat sumar și împușcat, și că sclavii persoanelor care susțin rebeliunea vor fi eliberați. Frémont era deja rău văzut, fiind acuzat de neglijență în serviciul de comandant al Departamentului Vestului⁠(en)[traduceți], coroborat cu acuzații de fraudă și corupție. Lincoln a anulat proclamația lui Frémont. Lincoln credea că emanciparea lui Frémont este motivată politic, nu militar, și că era ilegală. După intervenția lui Lincoln, înrolările în Armata Uniunii din Maryland, Kentucky și Missouri au crescut cu peste 40.000 de oameni.
Afacerea Trent de la sfârșitul lui 1861 a adus o amenințare de război cu Marea Britanie. Marina americană a interceptat ilegal un vas comercial britanic,  Trent, în apele internaționale și a capturat doi emisari confederați; Regatul Unit a protestat vehement în timp ce americanii se bucurau. Lincoln a rezolvat problema eliberându-i pe cei doi și războiul cu Londra a fost evitat. Abordarea de politică externă a lui Lincoln a fost inițial una de neimplicare directă, din cauza lipsei de experiență; el a lăsat mare parte din numirile în posturi diplomatice și chestiunile de politică externă în seama secretarului său de stat, William Seward. Reacția inițială a lui Seward la izbucnirea afacerii Trent a fost însă una prea belicoasă, așa că Lincoln a făcut apel și la senatorul Charles Sumner, președintele Comisiei de Relații Externe a Senatului⁠(en)[traduceți] și expert în diplomație britanică.
Pentru a învăța termenii militari tehnici, Lincoln a împrumutat și a studiat cartea, Elements of Military Art and Science de Henry Halleck⁠(en)[traduceți] de la Biblioteca Congresului. Lincoln a monitorizat atent rapoartele telegrafice ce veneau la Departamentul de Război din Washington, D.C. El a ținut evidența tuturor fazelor efortului militar, s-a consultat cu guvernatorii, și a numit generali pe baza succeselor lor din trecut (dar și după statul și partidul din care proveneau). În ianuarie 1862, după mai multe plângeri privind ineficiența și specula din Departamentul de Război, Lincoln l-a înlocuit pe Simon Cameron⁠(en)[traduceți] cu Edwin Stanton în funcția de secretar de război. Stanton era un unionist convins, democrat conservator susținător al mediului de afaceri, care simpatiza cu facțiunea republicanilor radicali. Cu toate acestea, el a colaborat cu Lincoln mai des și mai strâns decât orice alt oficial. „Stanton și Lincoln au dus practic singuri războiul”, scriau Thomas și Hyman.
În termenii strategiei de război, Lincoln a articulat două priorități: să se asigure că Washingtonul este bine apărat, și să ducă un efort de război agresiv care să satisfacă dorința din Nord pentru o victorie rapidă și decisivă; redactorii marilor ziare din Nord se așteptau la o victorie în 90 de zile. De două ori pe săptămână, Lincoln se întâlnea cu cabinetul după-amiaza, și uneori Mary Lincoln îl obliga să se plimbe cu trăsura, pentru că era îngrijorată că muncește prea mult. Lincoln a aflat de la șeful său de stat major, generalul Henry Halleck, student al strategului european Jomini, despre nevoia critică de a controla punctele strategice, cum ar fi fluviul Mississippi; el știa bine și importanța Vicksburgului⁠(en)[traduceți] și a înțeles necesitatea de a învinge armata inamică, nu doar de a ocupa teritoriul.

### Generalul McClellan
După înfrângerea Uniunii în prima bătălie de pe Bull Run și retragerea bătrânului general Winfield Scott⁠(en)[traduceți] la sfârșitul lui 1861, Lincoln l-a numit pe general-maiorul George B. McClellan la comanda generală a armatelor Uniunii. McClellan, un tânăr absolvent de West Point, director de căi ferate și democrat din Pennsylvania, și-a rezervat câteva luni (mai mult decât dorea Lincoln) pentru a planifica și a pune în aplicare Campania din Peninsulă⁠(en)[traduceți]. Obiectivul campaniei era capturarea Richmondului prin deplasarea Armatei Potomacului⁠(en)[traduceți] cu vasele pe Peninsula Virginia⁠(en)[traduceți] și apoi pe uscat către capitala confederată. Amânările repetate ale lui McClellan îl frustrau și pe Lincoln, dar și Congresul, la fel ca poziția acestuia că nu era nevoie de trupe pentru apărarea Washingtonului. Lincoln a insistat să se păstreze o parte din trupele lui McClellan în apărarea capitalei; McClellan, care supraestima consistent forța armatelor confederate, a dat vina pe această decizie pentru eșecul campaniei.

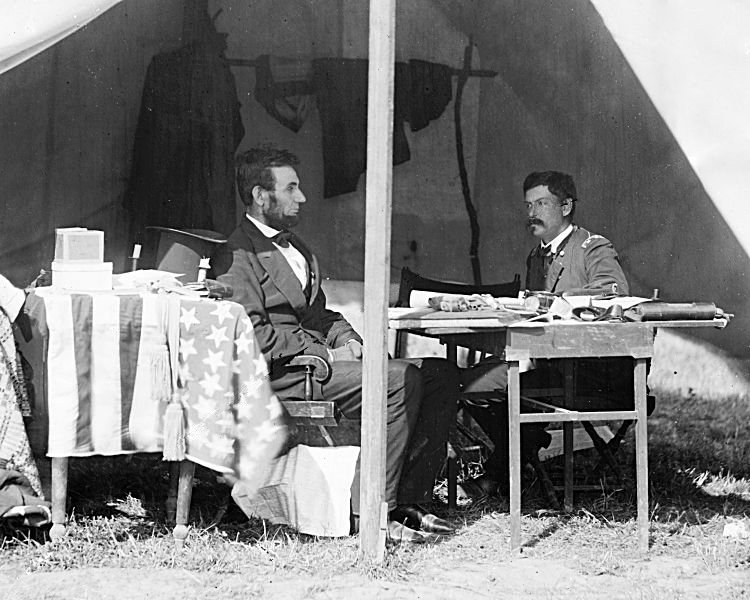
Lincoln și George McClellan după bătălia de pe Antietam din 1862.

Lincoln l-a demis pe McClellan din funcția de comandant al armatelor, și l-a numit în martie 1862 pe Henry Wager, după „Scrisoarea debarcării lui Harrison” în care McClellan i-a oferit lui Lincoln sfaturi politice nesolicitate, cerându-i reținere în efortul de război. Scrisoarea lui McClellan i-a agitat pe republicanii radicali, care au reușit să-l preseze pe Lincoln să-l numească pe John Pope⁠(en)[traduceți], un republican, în fruntea noii Armate a Virginiei. Pope a respectat dorința strategică a lui Lincoln de a ataca Richmondul dinspre nord, protejând astfel capitala de atacuri.
În lipsa întăririlor cerute de la McClellan, care acum comanda Armata Potomacului, Pope a suferit o grea înfrângere în a doua bătălie de pe Bull Run în vara lui 1862, obligând Armata Potomacului să apere Washingtonul pentru a doua oară. Războiul s-a extins și cu operațiuni navale în 1862 când CSS Virginia⁠(en)[traduceți], fostă USS Merrimack, a avariat sau a distrus trei vase unioniste la Norfolk, Virginia, înainte de a fi atacată și avariată de USS Monitor. Lincoln a analizat atent depeșele și a interogat ofițerii navali participanți la bătălia de la Hampton Roads⁠(en)[traduceți].
În ciuda nemulțumirii față de neîntărirea trupelor lui Pope de către McClellan, Lincoln era disperat, și l-a readus la comanda tuturor trupelor din jurul Washingtonului, spre consternarea întregului său cabinet cu excepția lui Seward. La două zile după revenirea lui McClellan la comandă, forțele generalului Robert E. Lee au trecut râul Potomac în Maryland, ducând la bătălia de pe Antietam din septembrie 1862. Victoria unioniștilor în această ciocnire a fost una dintre cele mai sângeroase din istoria americană, dar ea i-a permis lui Lincoln să anunțe că va emite o proclamație de emancipare în ianuarie. După ce redactase proclamația cu ceva timp în urmă, Lincoln a așteptat o victorie militară pentru a o face publică, pentru a evita percepția că este o declarație dată în disperare de cauză.
McClellan s-a opus apoi cererii președintelui de a-l urmări pe Lee în retragerea sa cu armata expusă, în timp ce omologul său de la comanda Armatei râului Ohio⁠(en)[traduceți], generalul Don Carlos Buell⁠(en)[traduceți], a refuzat și el ordinele de a ataca forțele rebele în estul statului Tennessee. Ca urmare, Lincoln l-a înlocuit pe Buell cu William Rosecrans; și, după alegerile legislative parțiale din 1862, l-a înlocuit și pe McClellan cu republicanul Ambrose Burnside. Cei doi proaspăt numiți erau moderați în politică și era de așteptat să-l susțină mai bine pe comandantul suprem.

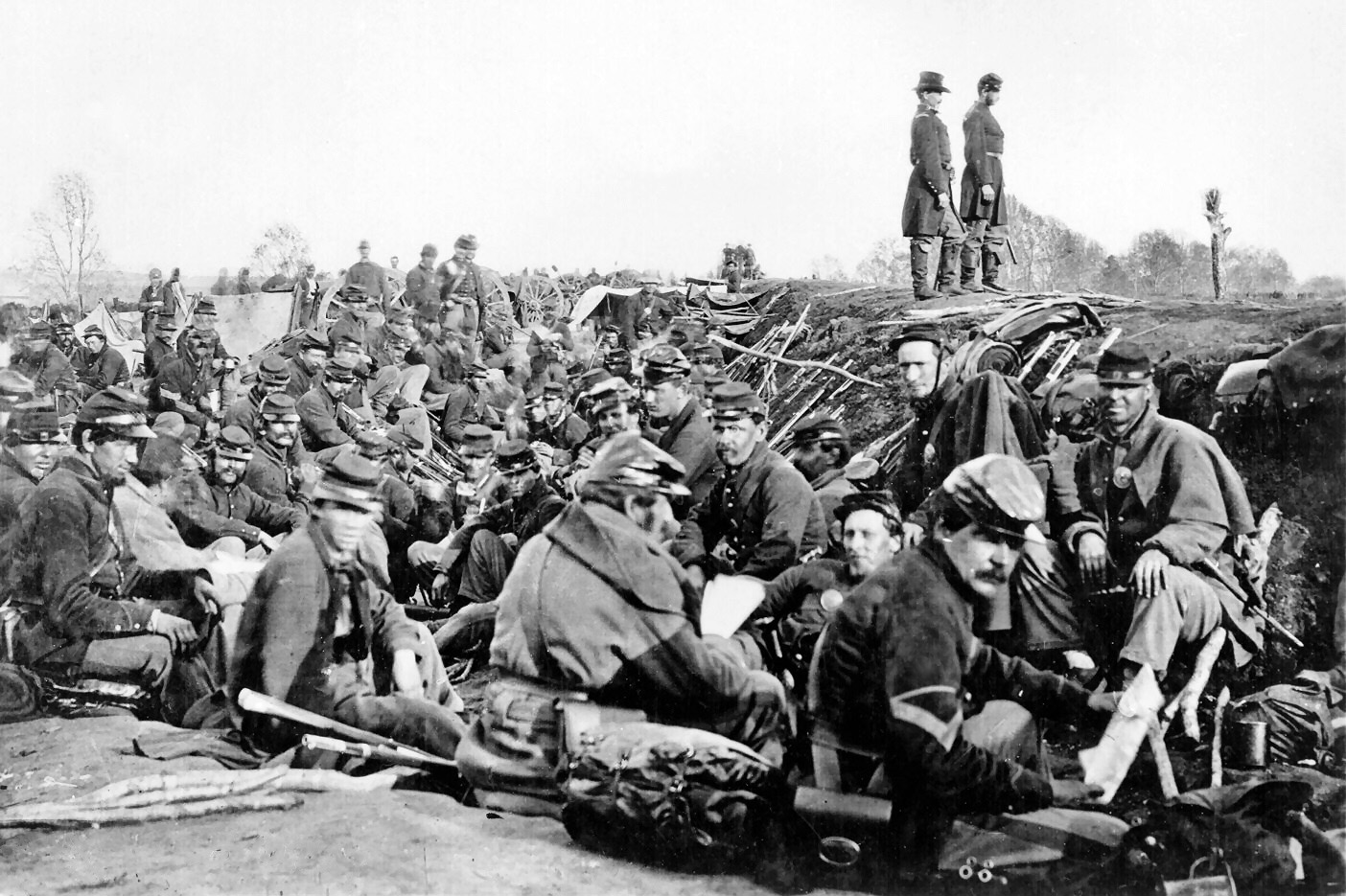
Soldați unioniști în fața Marye's Heights, en.

În ciuda sfaturilor președintelui, Burnside a lansat prematur o ofensivă de-a lungul râului Rappahannock⁠(en)[traduceți] și a fost surprinzător învins de Lee la Fredericksburg în decembrie. Burnside nu a fost doar învins pe câmpul de luptă, el a fost învins și datorită indisciplinei și nemulțumirilor din rândul soldaților. Dezertările din 1863 erau de ordinul miilor și au crescut după Fredericksburg. Lincoln l-a adus pe Joseph Hooker⁠(en)[traduceți], în ciuda faptului că era slobod la gură cu părerile lui că ar trebui impusă o dictatură militară.
Alegerile parțiale din 1862 le-au produs republicanilor pierderi grele din cauza nemulțumirii acute față de administrație din cauza faptului că nu a adus un sfârșit rapid al războiului, din cauza inflației în creștere, a noilor taxe ridicate, a zvonurilor de corupție, a suspendării habeas corpus, a recrutărilor forțate în armată, și a temerilor că sclavii eliberați vor submina piața muncii. Proclamația de emancipare anunțată în septembrie a adus republicanilor voturi în zonele rurale din New England și din Midwestul superior, dar le-a pierdut voturi în orașe și în Midwestul inferior.
În timp ce republicanii erau descurajați, democrații erau pe val și au obținut rezultate deosebit de bune în statele Pennsylvania, Ohio, Indiana și New York. Republicanii și-au păstrat majoritățile în cele două camere ale Congresului și în statele mari, cu excepția New Yorkului. Ziarul Gazette din Cincinnati a afirmat că alegătorii sunt „deprimați de natura interminabilă a războiului, așa cum este el dus până acum, și de rapida epuizare a resurselor țării fără vreun progres”.
În primăvara lui 1863, Lincoln era optimist despre următoarele campanii militare, până în punctul în care se gândea că sfârșitul războiului ar putea fi aproape dacă se strâng câteva victorii una după alta; aceste planuri includeau un atac al lui Hooker asupra lui Lee la nord de Richmond, al lui Rosecrans la Chattanooga, al lui Grant la Vicksburg, și un atac naval asupra Charlestonului.
Hooker a fost izgonit însă de Lee în bătălia de la Chancellorsville din mai, dar a continuat să-și mai comande trupele câteva săptămâni. El a ignorat ordinul lui Lincoln de a-și diviza trupele, și posibil de a-l obliga pe Lee să facă același lucru la Harper's Ferry⁠(en)[traduceți], și și-a depus demisia, pe care Lincoln a acceptat-o. El a fost înlocuit de George Meade, care l-a urmărit pe Lee în Pennsylvania pentru Campania Gettysburg⁠(en)[traduceți], o victorie pentru Uniune, deși armata lui Lee a evitat să fie luată prizonieră. În același timp, după câteva eșecuri inițiale, Grant a asediat Vicksburgul și marina Uniunii a obținut câteva succese în portul Charleston.
După bătălia de la Gettysburg, Lincoln a înțeles clar că deciziile sale militare vor fi mai eficient aplicate dacă sunt transmise prin secretarul de război sau prin generalul de la comanda forțelor combinate către generalii armatelor individuale, cărora le displăcea amestecul său de civil în planurile lor. Chiar și așa, a continuat să dea adesea îndrumări detaliate generalilor.

### Proclamația de emancipare

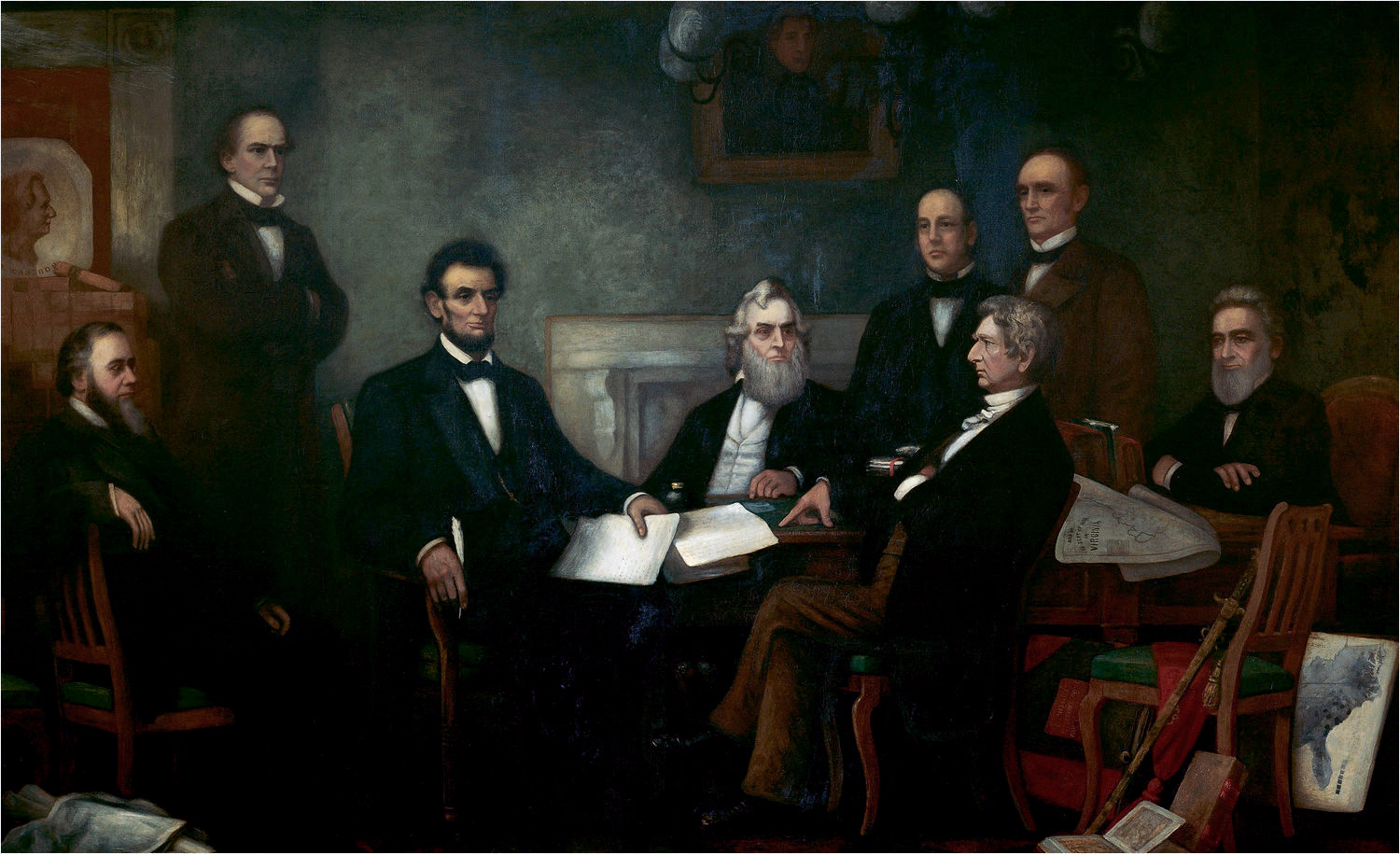
Lincoln prezintă cabinetului său prima propunere a Proclamării de emancipare. Pictură de en din 1864

Lincoln a înțeles că puterea guvernului federal de a pune capăt sclaviei era limitată de Constituție, care până în 1865 lăsa chestiunea în seama fiecărui stat. Înainte și în timpul alegerii sale ca președinte, el a susținut că dispariția finală a sclaviei va rezulta din împiedicarea expansiunii ei în noile teritorii americane. La începutul războiului, el a încercat și să convingă statele să accepte eliberarea cu despăgubire în schimbul interzicerii sclaviei. Lincoln credea că limitarea sclaviei în aceste moduri o va elimina prin mijloace economice, așa cum prevedeau Părinții Fondatori, în conformitatea cu Constituția. Președintele Lincoln a respins două tentative de emancipare limitate geografic ale general-maiorului John C. Frémont în august 1861 și a general-maiorului David Hunter⁠(en)[traduceți] în mai 1862, cu argumentul că nu le stă lor în putere, și că va deranja statele de graniță loiale Uniunii.
La 19 iunie 1862, cu susținerea lui Lincoln, Congresul a adoptat o lege prin care interzicea sclavia în toate teritoriile federale. În iulie 1862, a fost adoptată o a doua Lege de Confiscare, prin care se stabileau proceduri judecătorești prin care se puteau elibera sclavii oricărei persoane condamnate pentru ajutarea rebeliunii. Deși Lincoln credea că nu stă în puterea Congresului să elibereze sclavii din state, el a aprobat legea, dând credit legislativului. El considera însă că asemenea acțiuni sunt atribuția exclusivă a comandantului suprem în timp de război, atribuții care îi revin prin Constituție președintelui, iar Lincoln plănuia să acționeze și el în același sens. În acea lună, Lincoln a discutat cu cabinetul o variantă a proclamației de emancipare. În ea, el declara: „ca măsură militară potrivită și necesară, începând cu 1 ianuarie 1863, toate persoanele deținute ca sclavi în statele confederate vor fi pentru totdeauna libere”.
În particular, Lincoln ajunsese în acest moment la concluzia că baza de sclavi a Confederației trebuie eliminată. Politicienii Copperheads susțineau însă că emanciparea este o piedică la adresa păcii și reunificării. Redactorul republican Horace Greeley de la foarte influentul New York Tribune a căzut în capcană, iar Lincoln a negat direct aceasta într-o abilă scrisoare din 22 august 1862. Președintele a spus că principalul scop al acțiunilor sale ca președinte (folosind pronumele personal de persoana întâi și termenul de „îndatorire oficială”) era conservarea Uniunii:
„Obiectivul meu de ansamblu în această luptă este salvarea Uniunii, nu acela de a salva sau de a distruge sclavia. Dacă aș putea salva Uniunea fără să eliberez vreun sclav, aș face-o; și dacă aș putea-o salva eliberând toți sclavii, aș face-o; și dacă aș putea-o salva eliberând pe unii și lăsându-i pe alții cum erau, atunci aș face și asta. Ceea ce fac eu în privința sclaviei și a rasei de culoare, fac pentru că cred că ajută la salvarea Uniunii; și ceea ce nu fac, nu fac pentru că nu cred că va ajuta la salvarea Uniunii ... [¶] Aici mi-am declarat scopul în conformitate cu ce consider că este îndatorirea mea oficială; și nu intenționez să modific nici dorința mea personală, pe care adesea mi-am exprimat-o, ca toți oamenii de pretutindeni să fie liberi.”
Proclamația de emancipare, emisă la 22 septembrie 1862, și intrată în vigoare la 1 ianuarie 1863, îi declara liberi pe sclavii din 10 state neaflate sub controlul Uniunii, cu excepții privind zonele aflate deja sub controlul Uniunii în două state. Lincoln a petrecut următoarele 100 de zile pregătind armata și națiunea pentru emancipare, în timp ce democrații și-au raliat alegătorii de la alegerile legislative din 1862 avertizând privind amenințarea pe care o reprezintă sclavii eliberați pentru albii din Nord.
Odată ce abolirea sclaviei în statele rebele a devenit un obiectiv militar, pe măsură ce armatele Uniunii înaintau spre sud, din ce în ce mai mulți erau eliberați, până când toți cei trei milioane din teritoriul confederat au fost eliberați. Comentariul lui Lincoln la semnarea proclamației a fost: „niciodată, în viața mea, nu m-am simțit mai sigur că fac ceea ce trebuie, decât acum când semnez această hârtie.” O vreme, Lincoln a continuat planurile mai vechi de a constitui colonii de sclavi eliberați. El comenta favorabil pe tema colonizării în Proclamația de emancipare, dar toate tentativele de a pune în aplicare un proiect de asemenea amploare au dat greș. La câteva zile după anunțarea emancipării, 13 guvernatori republicani s-au întrunit la Conferința de Război a Guvernatorilor⁠(en)[traduceți]; ei au susținut proclamația președintelui, dar au propus demiterea generalului George B. McClellan din funcția de comandant al armatei Uniunii.
După emiterea Proclamației de emancipare, înrolarea foștilor sclavi în armată a devenit politică oficială a guvernului. Până în primăvara lui 1863, Lincoln era gata să recruteze soldați negri în numere mai mari decât cele modice de până atunci. Într-o scrisoare adresată lui Andrew Johnson, guvernatorul militar al statului Tennessee, în care îl încuraja să ia inițiativa de a strânge armate de negri, Lincoln scria: „simpla vedere a 50.000 de soldați negri înarmați și pregătiți pe malurile fluviului Mississippi ar pune capăt pe loc rebeliunii”. Până la sfârșitul lui 1863, la îndrumarea lui Lincoln, generalul Lorenzo Thomas⁠(en)[traduceți] recrutase 20 de regimente de negri din valea râului Mississippi. Frederick Douglass a făcut odată următoarea remarcă referitoare la Lincoln: „în compania sa, nu mi s-a amintit niciodată de originea mea umilă și de culoarea mea nepopulară”.

### Discursul de la Gettysburg (1863)

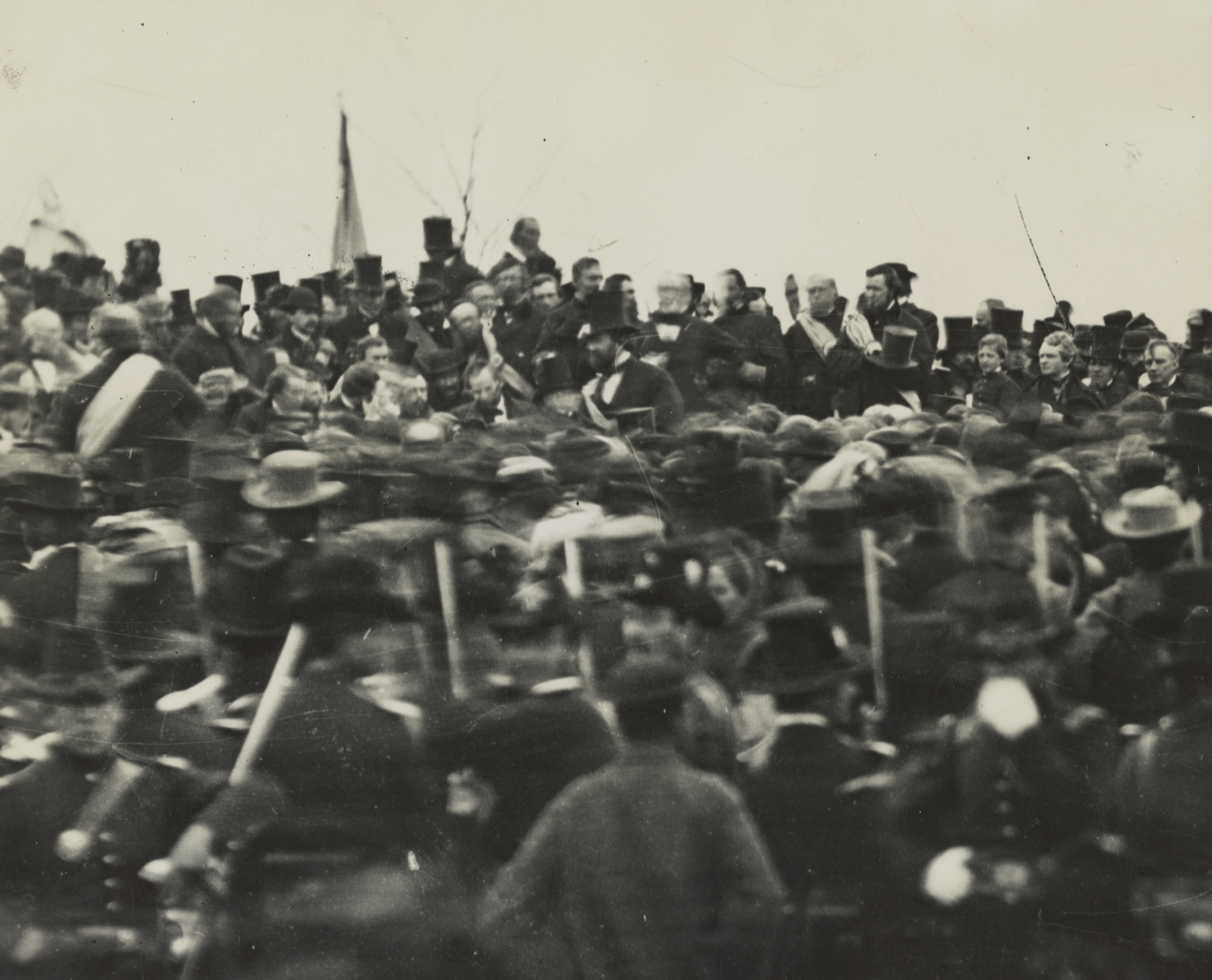
Singura fotografie confirmată a lui Abraham Lincoln la Gettysburg, cu circa trei ore înainte de discurs.

După marea victorie a Uniunii în bătălia de la Gettysburg din iulie 1863, și după înfrângerea Copperheads în alegerile din Ohio din toamnă, Lincoln a păstrat o bază puternică de susținere în partid și s-a găsit în puternica poziție de a redefini efortul de război, în ciuda incidentelor violente din New York City⁠(en)[traduceți]. Era pregătită scena pentru discursul său de la cimitirul de pe câmpul de bătălie de la Gettysburg de la 19 noiembrie 1863. În ciuda predicției lui Lincoln că „lumea nu va observa prea atent, și nici nu va ține minte multă vreme ce spunem noi acum”, cuvântarea a devenit cel mai citat discurs din istoria americană.
În 272 de cuvinte, spuse în trei minute, Lincoln a afirmat că națiunea nu se născuse în 1789, ci în 1776, „concepută întru libertate, și dedicată ideii că toți oamenii sunt creați egali”. El a definit războiul ca un efort dedicat acestor principii ale libertății și egalității pentru toți. Emanciparea sclavilor devenise acum parte din efortul național de război. El a declarat că morțile atâtor bravi soldați nu vor fi în van, că sclavia va lua sfârșit în urma sacrificiului lor, și că viitorul democrației în lume va fi asigurat, că „guvernul din popor, de către popor, pentru popor, nu va pieri de pe fața Pământului”. Lincoln a concluzionat că Războiul Civil are un obiectiv profund: o nouă naștere a libertății în țară.

### Generalul Grant

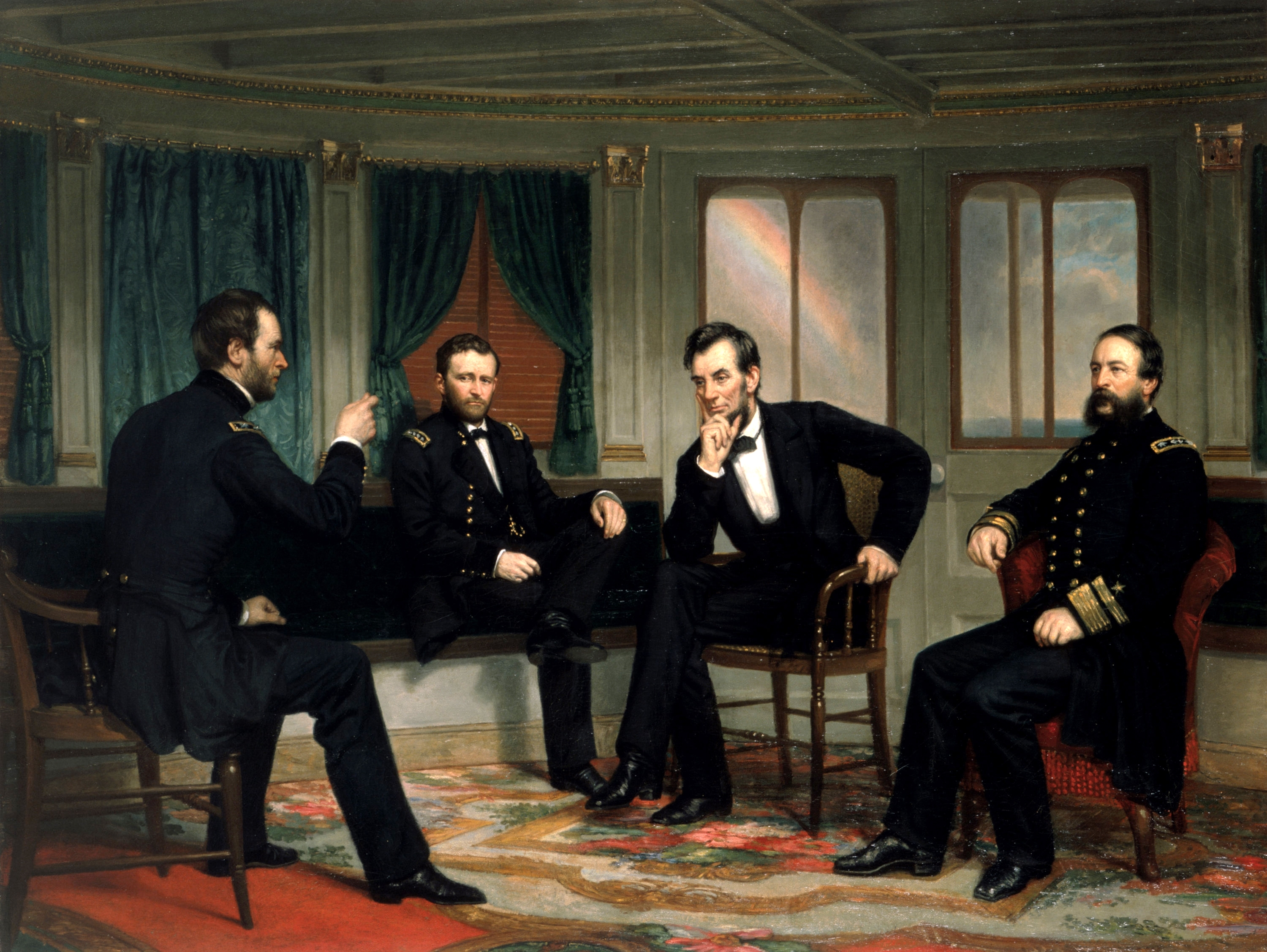
Președintele Lincoln (centru dreapta) împreună cu, de la stânga, generalii Sherman și Grant și amiralul Porter – en a evenimentelor de pe en din martie 1865

Eșecul lui Meade de a lua prizonieră armata lui Lee în timp ce se retrăgea de la Gettysburg, împreună cu pasivitatea continuată a Armatei Potomacului, l-au convins pe Lincoln că este nevoie de o schimbare la comandă. Victoriile generalului Ulysses S. Grant în bătălia de la Shiloh și în Campania Vicksburg⁠(en)[traduceți] l-au impresionat pe Lincoln și au făcut din Grant un puternic candidat pentru șefia armatelor Uniunii. Răspunzând unor critici adresate lui Grant după Shiloh, Lincoln afirmase: „nu mă pot lipsi de acest om. El luptă.” Cu Grant în frunte, Lincoln credea că armata Uniunii poate urma o serie insistentă de ofensive coordonate pe multiple teatre de operațiuni, și că va avea un comandant care acceptă utilizarea de soldați negri.
Cu toate acestea, Lincoln era îngrijorat că Grant ar putea candida la funcția de președinte în 1864, ca și McClellan. Lincoln a aranjat ca un intermediar să cerceteze intențiile politice ale lui Grant, și, asigurat fiind că nu avea asemenea ambiții, a propus Senatului promovarea lui Grant la comanda armatelor Uniunii. El a obținut consimțământul Congresului de a reinstitui, special pentru Grant, gradul de general-locotenent, pe care nu îl deținuse niciun ofițer de la George Washington.
Grant a dus sângeroasa sa Campanie Terestră⁠(en)[traduceți] în 1864. Ea este adesea caracterizată drept război de uzură, date fiind uriașele pierderi ale Uniunii în bătălii ca bătălia din Wilderness⁠(en)[traduceți] și Cold Harbor⁠(en)[traduceți]. Deși aveau avantajul că luptă în defensivă, forțele confederate au avut „un procentaj de pierderi aproape la fel de mare ca forțele Uniunii”. Pierderile mari ale Uniunii au alarmat Nordul; Grant pierduse o treime din armată, iar Lincoln l-a întrebat ce planuri are, la care generalul a răspuns: „propun să ducem toată lupta pe linia aceasta chiar dacă ne ia toată vara”.
Confederației îi lipseau întăririle, așa că armata lui Lee scădea cu fiecare bătălie grea. Armata lui Grant a înaintat spre sud, a traversat râul James⁠(en)[traduceți], forțând un asediu și lupte de tranșee lângă Petersburg, Virginia⁠(en)[traduceți]. Lincoln a făcut o vizită prelungită la cartierul general al lui Grant de la City Point, Virginia. Aceasta a permis președintelui să discute personal cu Grant și cu William Tecumseh Sherman pe tema ostilităților, întrucât Sherman a reușit și el să-l viziteze în grabă pe Grant din poziția sa din Carolina de Nord. Lincoln și Partidul Republican au mobilizat susținerea pentru recrutarea obligatorie în tot Nordul, și au înlocuit pierderile Uniunii.
Lincoln l-a autorizat pe Grant să atace infrastructura confederată—plantații, căi ferate și poduri—în speranța de a distruge moralul Sudului și de a-i slăbi capacitatea economică de a continua lupta. Manevra lui Grant către Petersburg a avut ca urmare obstrucționarea a trei căi ferate între Richmond și Sud. Această strategie le-a permis generalilor Sherman și Philip Sheridan să distrugă plantațiile și orașele din Valea Shenandoah⁠(en)[traduceți] din Virginia. Pagubele produse de marșul lui Sherman spre mare prin Georgia în 1864 s-a limitat la o fâșie lată de 100 km, dar nici Lincoln și nici comandanții săi nu considerau distrugerile ca un scop în sine, acesta fiind înfrângerea armatelor confederate. După cum concluzionează Neely (2004), nu a existat un efort de a se angaja într-un „război total” contra civililor, cum avea să fie al Doilea Război Mondial.
Generalul confederat Jubal Anderson Early⁠(en)[traduceți] a început o serie de atacuri asupra Nordului, care amenințau Capitala. În timpul atacului lui Early asupra Washingtonului⁠(en)[traduceți] din 1864, Lincoln urmărea luptele dintr-o poziție expusă; căpitanul Oliver Wendell Holmes⁠(en)[traduceți] i-a strigat: „dă-te jos, nebunule, să nu te împuște!” După apeluri repetate adresate lui Grant pentru a apăra Washingtonul, Sheridan a fost desemnat să se ocupe și amenințarea lui Early a fost înlăturată.
Pe măsură ce Grant continua să uzeze forțele lui Lee, au început unele încercări de a discuta pacea. Vicepreședintele confederat Stephens⁠(en)[traduceți] a fost în fruntea unui grup venit să se întâlnească cu Lincoln, Seward și alții la Hampton Roads⁠(en)[traduceți]. Lincoln a refuzat să permită orice negociere cu Confederația din postura de egali; unicul său obiectiv era un acord de încetare a luptelor, așa că întâlnirea nu a avut rezultat. La 1 aprilie 1865, Grant a reușit să înconjoare forțele lui Lee în bătălia de la Five Forks⁠(en)[traduceți] și aproape a încercuit Petersburgul, iar guvernul confederat a evacuat Richmondul. După câteva zile, când orașul a căzut, Lincoln a vizitat capitala confederată învinsă; în timp ce se plimba prin oraș, sudiștii albi erau indiferenți, dar sclavii eliberați l-au primit ca pe un erou. La 9 aprilie, Lee s-a predat lui Grant la Appomattox⁠(en)[traduceți] și războiul a luat practic sfârșit.

### Realegerea din 1864

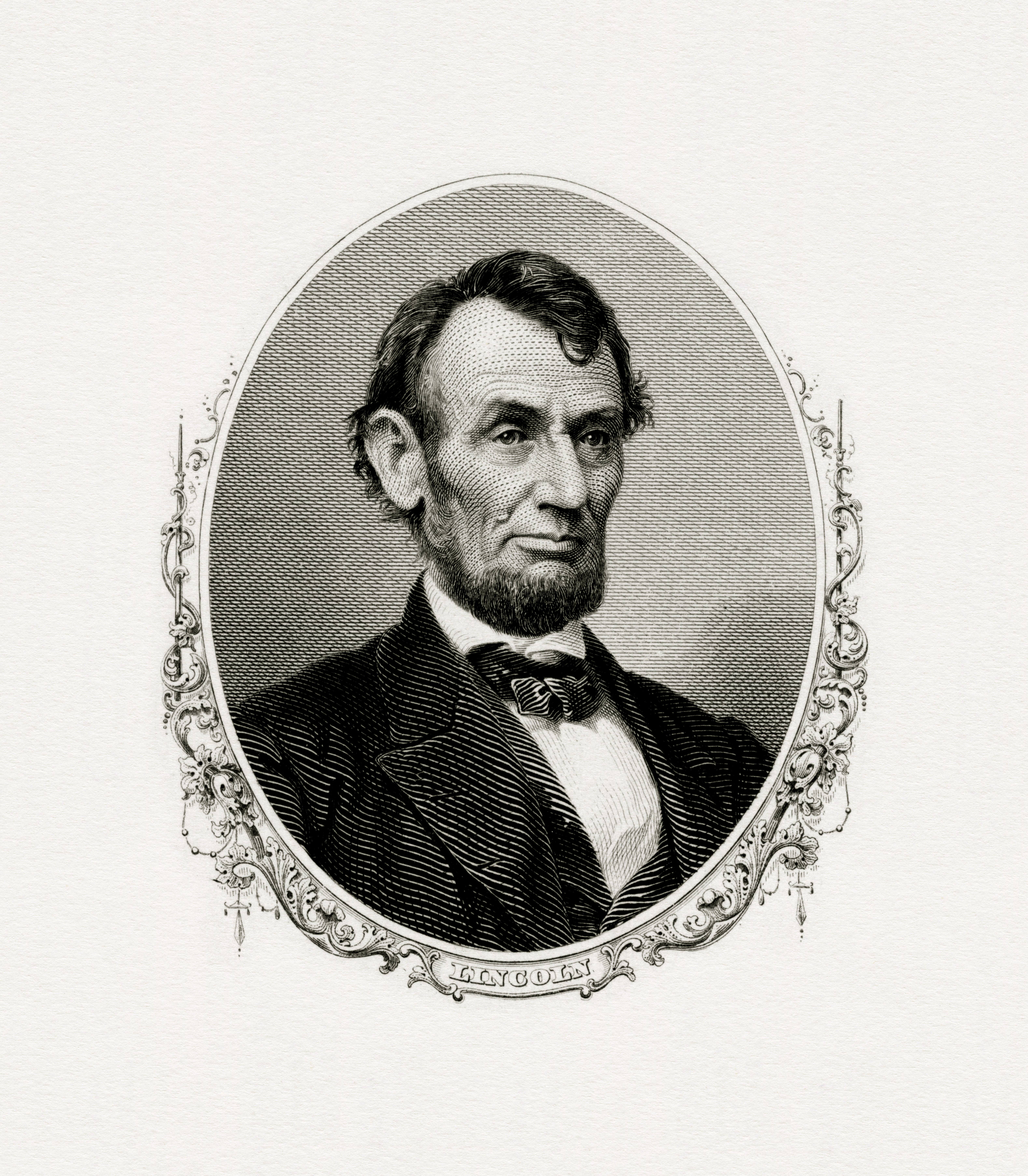
Portret gravat la en cu Lincoln ca președinte.

În timp ce războiul continua, Lincoln a candidat pentru realegere în 1864. Lincoln era un politician priceput, aducând—și ținând—împreună toate facțiunile principale ale Partidului Republican, și atrăgând de partea sa și pe democrații războiului ca Edwin M. Stanton și Andrew Johnson. Lincoln petrecea multe ore pe săptămână discutând cu politicieni din toată țara și folosindu-se de puterile sale de patronaj—extins mult față de cele de pe timp de pace—pentru a ține facțiunile partidului unite, a construi susținere pentru propriile politici, și pentru a respinge eforturile radicalilor de a-l debarca de la candidatura din 1864. La convenția din 1864, Partidul Republican l-a ales pe Johnson, un democrat al războiului din statul sudic Tennessee, drept candidat pentru funcția de vicepreședinte. Pentru a-și lărgi coaliția incluzând și pe democrații de război și pe republicani, Lincoln a candidat sub titulatura nou-înființatului Partidului Unionist⁠(en)[traduceți].
Când campaniile lui Grant din primăvara lui 1864 au devenit blocaje sângeroase și pierderile umane ale Uniunii au început să crească, lipsa unui succes militar a avut un impact important asupra perspectivelor de realegere a președintelui, și mulți republicani din toată țara s-au temut că Lincoln va pierde. Împărtășind această teamă, Lincoln a scris și a semnat un angajament că, dacă va pierde alegerile, va trebui să învingă Confederația înainte de a preda mandatul succesorului său:
„În această dimineață, ca și în ultimele zile, pare deosebit de probabil că această administrație nu va mai fi realeasă. Atunci va fi de datoria mea să cooperez cu președintele ales pentru a salva Uniunea între alegeri și inaugurare; întrucât el își va fi asigurat alegerea pe asemenea temeiuri încât nu o va putea salva după aceea.”
 Lincoln nu a arătat cabinetului acest angajament, cerându-le să semneze plicul sigilat.
În timp ce platforma democraților urma „aripa păcii” din partid și spunea că războiul este un „eșec”, candidatul lor, generalul George B. McClellan, susținea războiul și repudia platforma. Lincoln i-a oferit lui Grant mai mulți soldați și și-a mobilizat partidul pentru a-și reînnoi susținerea lui Grant în efortul de război. Capturarea Atlantei de către Sherman în septembrie și cucerirea Mobile-ului de către David Farragut au pus capăt agitațiilor defetiste; Partidul Democrat era profund divizat, unii lideri și majoritatea militarilor susținându-l deschis pe Lincoln. Prin contrast, Partidul Național Unionist era unit și energic după ce Lincoln făcuse din emancipare chestiunea centrală, iar Partidele Republicane din state demonstrau perfidia Copperheads. La 8 noiembrie, Lincoln a fost reales detașat, câștigând toate statele cu excepția a trei, și obținând 78% din voturile soldaților unioniști.
La 4 martie 1865, Lincoln a ținut al doilea discurs inaugural⁠(en)[traduceți], în care a spus că numărul mare de victime de ambele părți este voia Domnului. Istoricul Mark Noll⁠(en)[traduceți] îl consideră a fi „printre numărul redus de texte semi-sacre prin care americanii își definesc locul lor în lume”. Lincoln said:
„Cu ardoare sperăm—cu patimă ne rugăm—ca această puternică nenorocire a războiului să treacă repede. Totuși, dacă Dumnezeu vrea ca el să continue, până când toată avuția adunată prin truda necontenită de 250 de ani a robilor se va scufunda, și până când fiecare picătură de sânge trasă cu biciul va fi răsplătită prin alta trasă cu sabia, așa cum s-a spus acum 3.000 de ani, încă se va putea spune: «judecata Domnului e totuși adevărată și dreaptă». Fără răutate față de cineva; cu milostenie pentru toți; cu hotărâre în dreptate, atât cât ne dă Dumnezeu să vedem dreptatea, să ne străduim mai departe să ducem la bun sfârșit munca pe care o facem; să bandajăm rănile națiunii; să-l îngrijim pe cel ce va fi purtat lupta, și pe văduva lui, și pe orfanul lui—să facem totul pentru o pace dreaptă și îndelungată pe care să o prețuim, între noi și cu toate popoarele.”

### Reconstrucția
Reconstrucția a început în timpul războiului, când Lincoln și asociații săi au anticipat întrebările privind reintegrarea statelor sudice cucerite și determinarea sorții liderilor confederați și sclavilor eliberați. La scurt timp după capitularea lui Lee, un general îl întrebase pe Lincoln cum să fie tratați confederații învinși, iar Lincoln i-a răspuns: „lăsați-i ușor”. În linie cu acest sentiment, Lincoln era în fruntea moderaților în ce privește politica de Reconstrucție, opunându-se doar republicanilor radicali conduși de reprezentantul Thaddeus Stevens, senatorul Charles Sumner și senatorul Benjamin Wade⁠(en)[traduceți], aliați politici ai președintelui în alte aspecte. Hotărât să găsească o cale de a reuni națiunea neînstrăinând Sudul, Lincoln a cerut să se țină rapid alegeri în condiții generoase de-a lungul războiului. Proclamația de amnistiere⁠(en)[traduceți] din 8 decembrie 1863, oferea grațierea tuturor celor ce nu deținuseră funcții civile de conducere în cadrul Confederației, care nu maltrataseră prizonieri unioniști și care semnau un jurământ de credință.

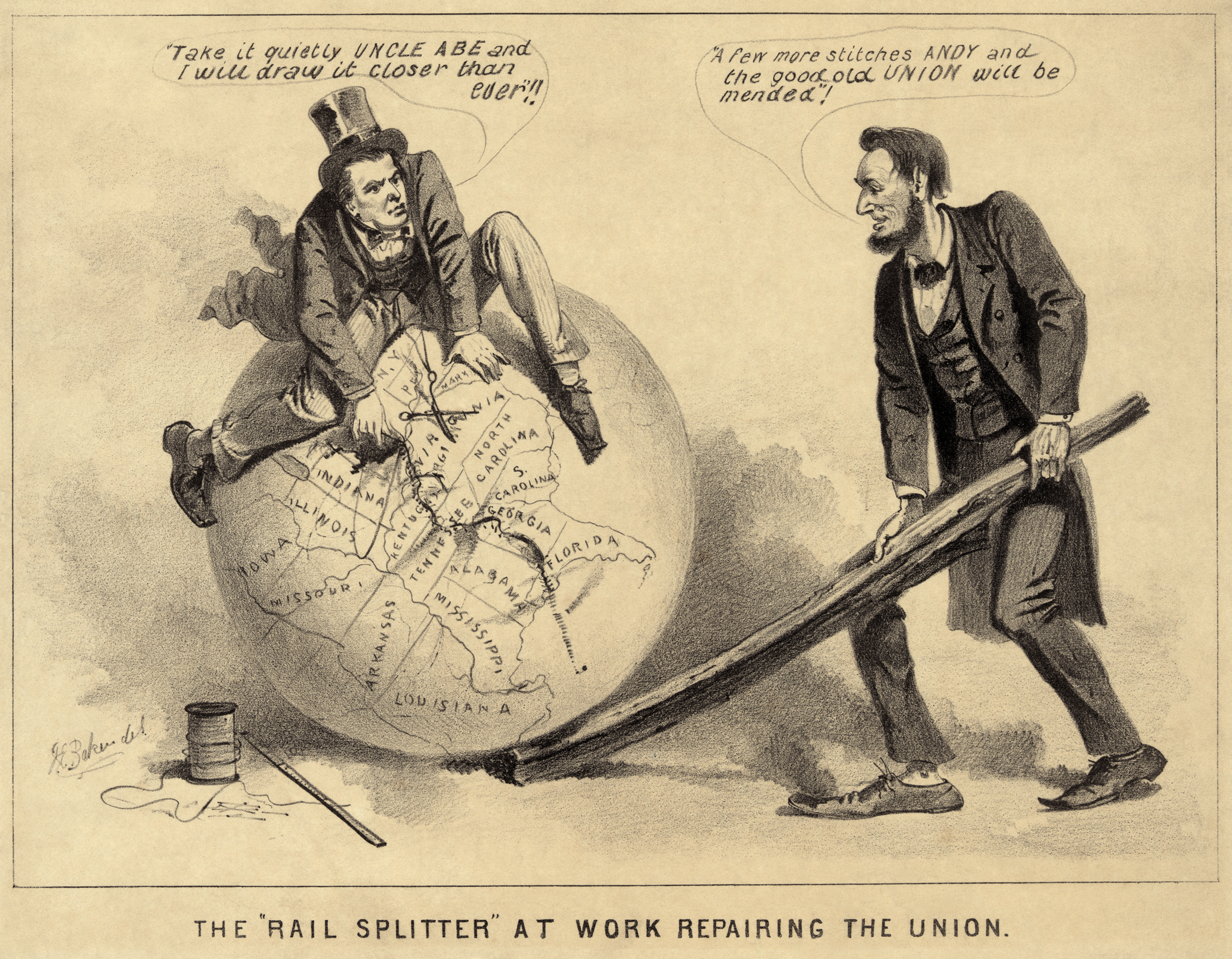
Caricatură politică cu vicepreședintele Andrew Johnson (fost croitor) și Lincoln, 1865, intitulată „Despicătorul de traverse la muncă reparând Uniunea”; (Johnson): Ia-o liniștit nene Abe și o s-o strâng mai strâns ca niciodată. (Lincoln): Încă niscai copci, Andy, și draga de Uniune e reparată.

Pe măsură ce statele din Sud erau ocupate, trebuiau luate decizii critice în ce privește conducerea lor în timp ce administrația le era reformată. De o importanță deosebită erau Tennessee și Arkansas, unde Lincoln i-a numit pe generalii Andrew Johnson și, respectiv, Frederick Steele⁠(en)[traduceți] ca guvernatori militari. În Louisiana, Lincoln i-a ordonat generalului Nathaniel P. Banks⁠(en)[traduceți] să promoveze un plan care va restaura statalitatea atunci când 10% din alegători sunt de acord. Adversarii democrați ai lui Lincoln s-au folosit de aceste numiri pentru a-l acuza că utilizează armata pentru a-și asigura ambițiile politice ale lui și ale republicanilor. Pe de altă parte, radicalii i-au denunțat politica drept una prea indulgentă, promovând propriul lor plan, Legea Wade-Davis⁠(en)[traduceți], în 1864. Când Lincoln a respins legea, radicalii au răspuns refuzând să primească în Congres reprezentanții aleși din Louisiana, Arkansas și Tennessee.
Numirile lui Lincoln erau gândite în așa fel încât să țină în frâu facțiunile moderată și radicală. Pentru a ocupa locul eliberat de judecătorul-șef al Curții Supreme, Taney, el l-a numit pe cel ales de radicali, Salmon P. Chase, care, credea Lincoln, va susține emanciparea și politicile banilor de hârtie.
După punerea în aplicare a Proclamației de emancipare, care nu era în vigoare în toate statele, Lincoln a crescut presiunea pe Congres să interzică sclavia în toată țara printr-un amendament constituțional. Lincoln a declarat că un astfel de amendment va „închide toată chestiunea”. Până în decembrie 1863, o propunere de amendament constituțional care să interzică sclavia a fost adus în discuția Congresului. Această primă tentativă nu a dus la adoptarea amendamentului, neîntrunind majoritatea de două treimi necesară în Camera Reprezentanților la votul din 15 iunie 1864. Adoptarea respectivului amendament a devenit parte a platformei republican/unioniste pentru alegerile din 1864. După o îndelungată dezbatere în Cameră, a doua propunere a fost adoptată de Congres la 31 ianuarie 1865, și a fost trimisă legislativelor statelor pentru ratificare. La ratificare, ea a devenit al Treisprezecelea Amendament la Constituția Statelor Unite, începând cu 6 decembrie 1865.
Când războiul se apropia de sfârșit, reconstrucția prezidențială a lui Lincoln era în plin avânt; considerând că guvernul federal are o responsabilitate limitată față de milioanele de sclavi eliberați. El a promulgat legea de organizare a „Biroului pentru Eliberați”⁠(en)[traduceți] propusă de senatorul Charles Sumner, prin care se înființa o agenție federală temporară care să rezolve nevoile materiale imediate ale foștilor sclavi. Legea a dat foștilor sclavi pământ în arendă pe trei ani, cu posibilitatea de achiziționare. Lincoln a afirmat că planul său pentru Louisiana nu se aplică tuturor statelor în Reconstrucție. Cu puțin înainte de a fi asasinat, Lincoln a anunțat că are un nou plan pentru Reconstrucția Sudului. Discuțiile cu cabinetul au arătat că planul lui Lincoln era de control militar pe termen scurt asupra statelor, urmat de readmiterea lor sub controlul unioniștilor din Sud.
Istoricii sunt de acord că este imposibil să se estimeze ce ar fi făcut Lincoln, dacă ar fi trăit, în ce privește Reconstrucția, dar s-au efectuat unele proiecții pe baza pozițiilor sale politice cunoscute și pe baza abilităților sale politice.
Biografii lui Lincoln James G. Randall⁠(en)[traduceți] și Richard Current⁠(en)[traduceți], conform lui David Lincove, susțin că:
Foarte probabil, dacă ar fi trăit, Lincoln ar fi urmat o politică similară celei urmate de Johnson, probabil că s-ar fi ciocnit cu radicalii din Congres, că ar fi produs un rezultat mai bun pentru sclavii eliberați decât cel obținut în realitate, și că priceperea sa politică l-ar fi ajutat să evite greșelile lui Johnson.
Eric Foner afirmă că:
Spre deosebire de Sumner și de alți radicali, Lincoln nu vedea Reconstrucția ca pe o ocazia de a face o revoluție politică și socială totală care doar începea cu emanciparea. De multă vreme își făcuse clară opoziția față de confiscarea și redistribuirea pământului. El credea, ca și majoritatea republicanilor în aprilie 1865, că fiecare stat își va stabili singur condițiile privind exercitarea dreptului de vot. El presupunea că controlul politic asupra Sudului va trece la unioniștii albi, la cei ce ezitau în ce privește secesiunea, și la unii foști confederați ce priveau înainte. Dar în timpul războiului, în mod repetat, după ce la început se opusese, Lincoln a ajuns să îmbrățișeze pozițiile promovate la început doar de aboliționiști și de republicanii radicali..... Lincoln ar fi ascultat fără îndoială strigătele pentru protecția sporită a foștilor sclavi.... Este cu totul plauzibil să ni-l închipuim pe Lincoln de acord cu Congresul pe o politică de Reconstrucție care să cuprindă protecție federală pentru drepturile civile elementare plus un drept de vot limitat pentru negri, pe linia propusă de Lincoln chiar înainte de a muri.”

### Redefinirea republicii și republicanismului

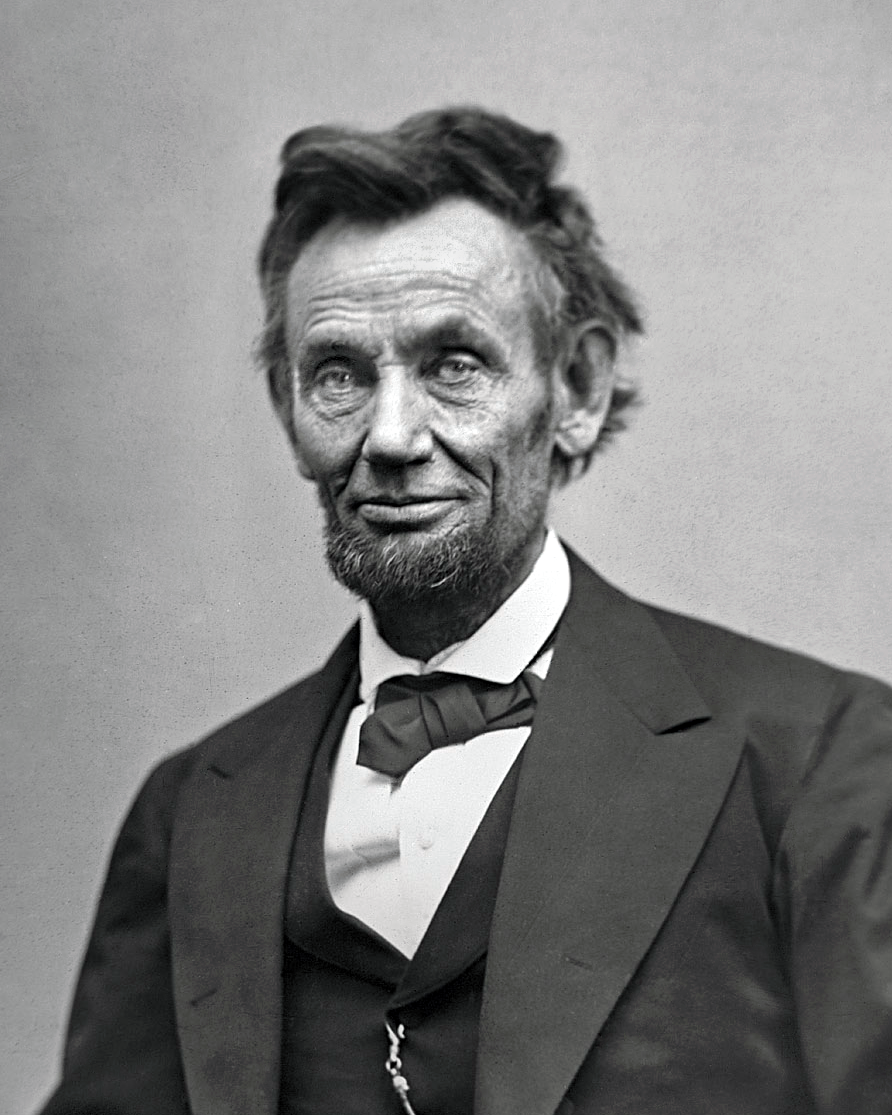
Lincoln în februarie 1865, cu circa două luni înainte de a fi asasinat.

Reunificarea reușită a statelor a avut consecințe și asupra numelui țării. Termenul „Statele Unite” fusese folosit și anterior, uneori la plural („aceste State Unite”), și alte ori ca denumire la singular, fără să existe o consistență gramaticală. Războiul Civil a fost o forță importantă ce a precipitat dominația acordului la singular până la sfârșitul secolului al XIX-lea.
În anii recenți, istorici ca Harry Jaffa, Herman Belz, John Diggins, Vernon Burton și Eric Foner au pus accent pe redefinirea de către Lincoln a valorilor republicane. Încă din anii 1850, o vreme când mare parte din retorica politică se concentra pe sfințenia Constituției, Lincoln a pus accent pe Declarația de Independență ca fundament al valorilor politice americane—pe care a denumit-o „foaia de ancorare” a republicanismului. Accentul pus în Declarația de Independență pe libertate și egalitate pentru toți, spre deosebire de toleranța cu care Constituția trata sclavia, a schimbat direcția dezbaterii. Cum concluzionează Diggins în ce privește influentul discurs de la Cooper Union de la începutul lui 1860, „Lincoln a prezentat americanilor o teorie istorică ce oferă o profundă contribuție la teoria și destinul republicanismului însuși.” Poziția sa a căpătat putere deoarece scotea în evidență bazele morale ale republicanismului, și nu legalismele sale. Cu toate acestea, în 1861, Lincoln a justificat războiul în termeni de legalisme (Constituția era un contract, și pentru ca o parte să iasă din el trebuia să fie de acord toate părțile), și apoi în termeni de datorie națională de a garanta forma republicană de guvernământ în toate statele. Burton (2008) afirmă că republicanismul lui Lincoln a fost preluat de sclavii eliberați după emancipare.
În martie 1861, în primul discurs inaugural al lui Lincoln⁠(en)[traduceți], el explora natura democrației, denunțând secesiunea ca anarhie, și explicând că domnia majorității trebuie să fie echilibrată de restricții constituționale în sistemul american. El spunea: „o majoritate ținută în frâu de frâne și limitări constituționale, schimbându-se permanent cu ușurință odată cu schimbările deliberate ale opiniilor și sentimentelor populare, este singurul adevărat suveran al unui popor liber.”

### Alte acțiuni
Lincoln a aderat la teoria Whig privind președinția, teorie ce dădea Congresului responsabilitate principală pentru redactarea legilor, în timp ce executivul le punea în aplicare. Lincoln a respins doar patru legi adoptate de Congres; singura importantă a fost Legea Wade-Davis cu programul său dur de Reconstrucție. El a promulgat Homestead Act din 1862, prin care punea milioane de hectare de pământ deținut de guvern la dispoziția oricui dorea să-l cumpere cu preț redus. Legea Colegiilor pe Granturi Funciare Morrill⁠(en)[traduceți], promulgată și ea în 1862, conținea granturi pentru colegiile agricole din fiecare stat. Legea Căii Ferate a Pacificului⁠(en)[traduceți] din 1862 și 1864 acorda susținere federală pentru construirea Primei Căi Ferate Transcontinentale⁠(en)[traduceți], terminată în 1869. Adoptarea Legii Gospodăriilor și celei a Căii Ferate a Pacificului a fost făcută posibilă prin absența congressmanilor din Sud și senatorilor care se opuseseră acestor măsuri în anii 1850.
Format:Infobox U.S. Cabinet
Alte legi importante au fost două măsuri de creștere a veniturilor pentru guvernul federal: taxele vamale (o politică cu un îndelungat precedent), și o nouă taxă federală pe venit. În 1861, Lincoln a promulgat al doilea și al treilea regim vamal Morrill⁠(en)[traduceți], primul datând din timpul predecesorului său, James Buchanan. Tot în 1861, Lincoln a promulgat Legea Veniturilor din 1861⁠(en)[traduceți], impunând primul impozit pe venit în SUA. Prin această lege se impunea o cotă unică de 3 procente pentru veniturile de peste 800 de dolari (21.000 de dolari la valoarea din 2014), care a fost schimbată ulterior prin Legea Veniturilor din 1862⁠(en)[traduceți] într-un sistem de impozitare progresivă.
Lincoln a prezidat și peste expansiunea influenței economice a guvernului federal în mai multe alte zone. Înființarea sistemului de bănci naționale prin Legea Sistemului Bancar Național⁠(en)[traduceți] a construit o rețea financiară puternică la nivelul întregii țări și a stabilit o monedă națională. În 1862, Congresul a înființat, cu aprobarea lui Lincoln, Departmentul Agriculturii⁠(en)[traduceți]. În 1862, Lincoln a trimis un general de rang înalt, John Pope, să înăbușe răscoala Sioux din Minnesota. După ce i s-au prezentat 303 de mandate de execuție pentru membri ai tribului Sioux Santee Dakota acuzați că uciseseră fermieri nevinovați, Lincoln a revizuit personal fiecare mandat, aprobând în cele din urmă 39 de execuții (din care una a fost comutată ulterior). Președintele Lincoln plănuia și o reformă a politicii federale față de indieni.
În urma pierderilor suferite de Grant în campania împotriva lui Lee, Lincoln luase în calcul un alt apel executiv la recrutare în armată, dar acesta nu a mai fost emis. Ca răspuns la zvonurile că va face aceasta, redactorii de la New York World⁠(en)[traduceți] și de la Journal of Commerce⁠(en)[traduceți] au publicat o falsă proclamație de recrutare care a creat o oportunitate pentru redactori și alți angajați să pună la colț piața aurului. Reacția lui Lincoln a fost de a transmite cele mai puternice mesaje în media despre asemenea comportament; el a ordonat armatei să confiște numerele respective ale celor două publicații, ceea ce s-a făcut timp de două zile.
Lincoln este în mare parte responsabil pentru instituirea sărbătorii de Ziua Recunoștinței în Statele Unite. Înainte de președinția lui Lincoln, Ziua Recunoștinței era doar o sărbătoare regională în zona New England, după cum fusese din secolul al XVII-lea, deși fusese sporadic și la date neregulate proclamată și de guvernul federal. Ultima astfel de proclamație avusese loc în timpul președinției lui James Madison cu 50 de ani înainte. În 1863, Lincoln a declarat ultima joi din noiembrie a acelui an ca Zi a Recunoștinței. În iunie 1864, Lincoln a aprobat Grantul Yosemite acordat de Congres, prin care se punea sub un nivel fără precedent de protecție arealul natural cunoscut astăzi ca Parcul Național Yosemite.

### Numiri de judecători
Lincoln a numit în funcție 32 de judecători federali, inclusiv patru judecători-asociați și un judecător-șef al Curții Supreme a Statelor Unite, și 27 de judecători în tribunalele districtuale. Lincoln nu a numit judecători în curțile de circuit în timpul mandatului său.

#### Numirile la Curtea Supremă
- Noah Haynes Swayne⁠(en)[traduceți] – 1862
- Samuel Freeman Miller⁠(en)[traduceți] – 1862
- David Davis⁠(en)[traduceți] – 1862
- Stephen Johnson Field⁠(en)[traduceți] – 1863
- Salmon Portland Chase – 1864 (judecător-șef)

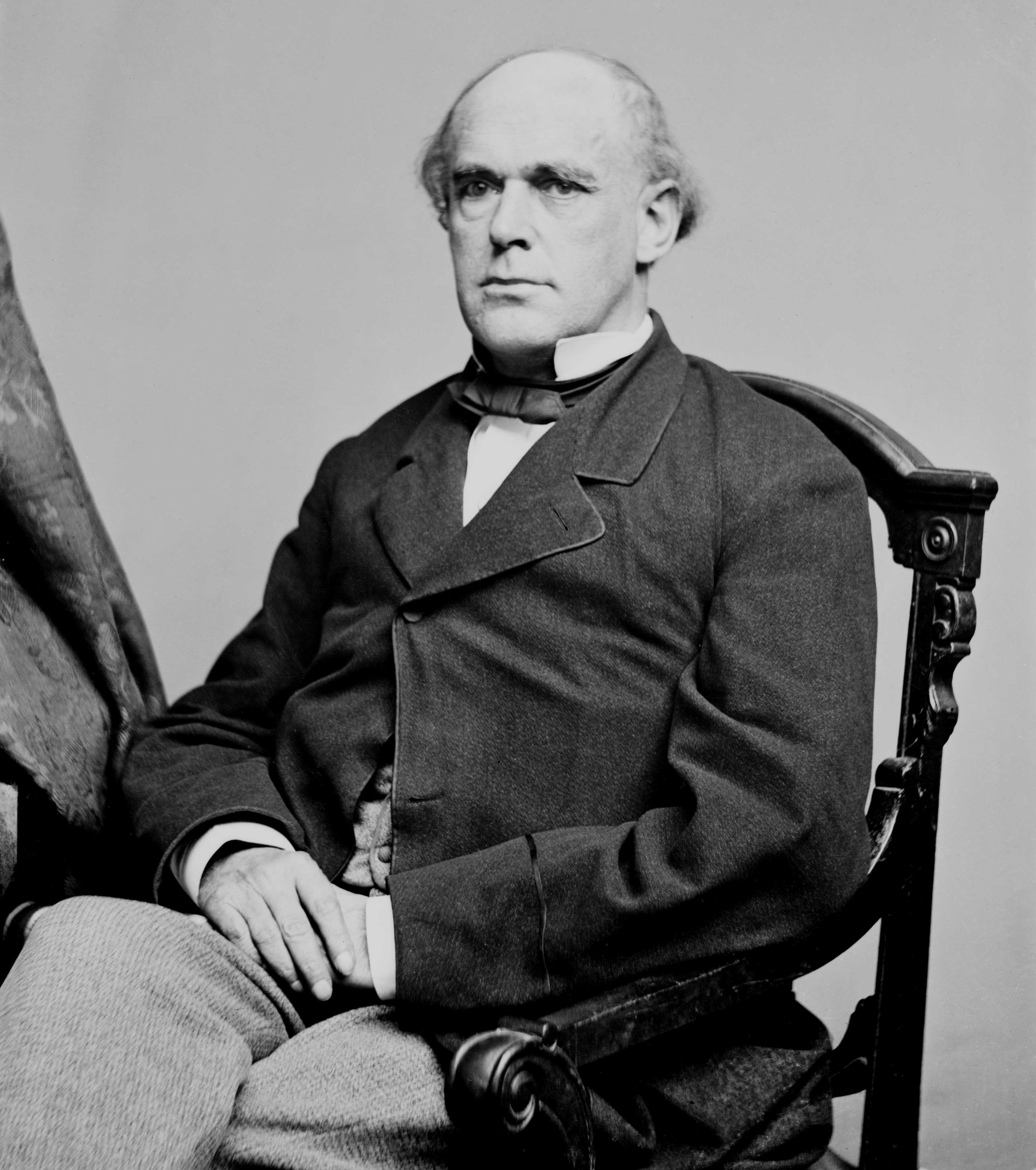
Salmon Portland Chase a fost alegerea lui Lincoln pentru șefia Curții Supreme a SUA.

Filosofia declarată a lui Lincoln în ce privește numirile la Curtea Supremă a fost „nu putem întreba pe cineva ce va face, și dacă îl întrebăm și ne răspunde, atunci ar trebui să-l disprețuim pentru asta. De aceea, trebuie să luăm un om ale cărui opinii sunt cunoscute.” Lincoln a făcut cinci numiri la Curtea Supremă a SUA. Noah Haynes Swayne⁠(en)[traduceți], numit la 21 ianuarie 1862 și devenit membru la 24 ianuarie 1862, a fost ales ca avocat antisclavie susținător al cauzei Uniunii. Samuel Freeman Miller⁠(en)[traduceți], numit la 16 iulie 1862, îl susținuse pe Lincoln în alegerile din 1860 și era un aboliționist convins. David Davis, manager al campaniei lui Lincoln din 1860, numit la 1 decembrie 1862 și devenit membru la 8 decembrie 1862, fusese judecător și în curțile de circuit din Illinois unde activase Lincoln. Stephen Johnson Field⁠(en)[traduceți], fost judecător al Curții Supreme a statului California, a fost numit la 6 martie 1863 și a început mandatul la 10 martie 1863, și a adus un echilibru geografic, dar și politic, fiind democrat. În cele din urmă, secretarul pentru trezorerie al lui Lincoln, Salmon P. Chase, a fost numit judecător-șef la 6 decembrie 1864. Lincoln îl considera pe Chase un jurist abil, care va susține legislația Reconstrucției, și credea că prin numirea lui contribuia la unitatea Partidului Republican.

### State admise în Uniune
După secesiunea statului Virginia, comitatele din nord-vestul statului au hotărât separarea de statul Virginia și rămânerea în cadrul Uniunii, sub forma unui nou stat, Virginia de Vest. Acest stat a fost admis în Uniune la 20 iunie 1863, după ce a îndeplinit condiția de a adopta o constituție ce stipula abolirea treptată a sclaviei. La 31 octombrie 1864, a fost admis ca stat liber și Nevada, al treilea stat din vestul îndepărtat al continentului.

## Asasinarea

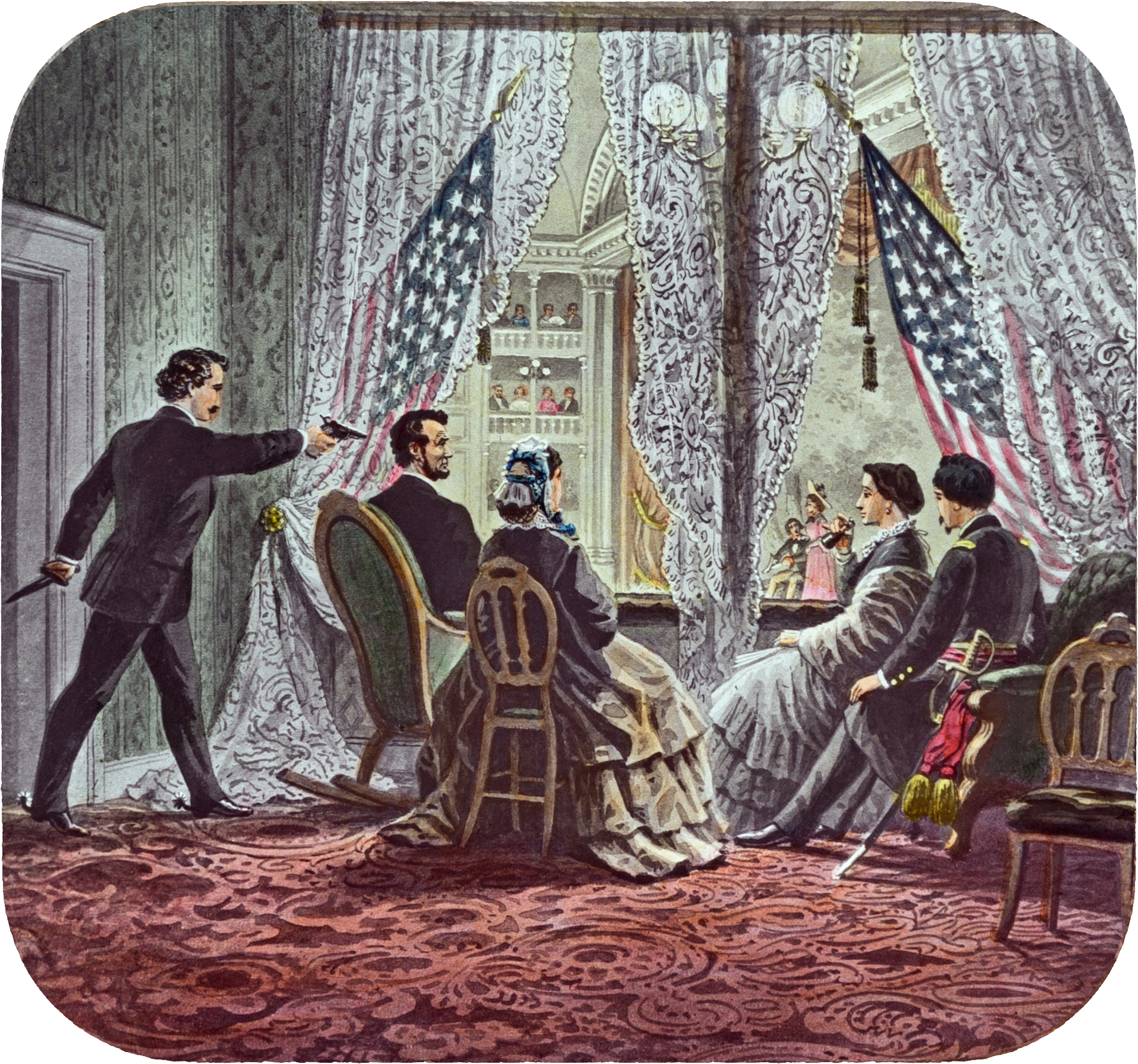
Ilustrație a asasinării lui Lincoln pe, în loja prezidențială de la, în care apar (de la stânga la dreapta): asasinul John Wilkes Booth, Abraham Lincoln, Mary Todd Lincoln,, și

John Wilkes Booth era un cunoscut actor, dar și spion confederat din Maryland; deși nu s-a înrolat în armata confederată, avea legături cu serviciul secret al Confederației. În 1864, Booth a pus la cale un plan (foarte similar cu cel al lui Thomas N. Conrad, autorizat anterior de către Confederație) de a-l răpi pe Lincoln în schimbul eliberării unor prizonieri confederați.
După ce a fost prezent la un discurs ținut la 11 aprilie 1865, de Lincoln pentru promovarea drepturilor negrilor, Booth, agitat, și-a schimbat planurile și a devenit hotărât să-l asasineze pe președinte. Aflând că președintele, prima doamnă, și generalul din fruntea armatelor Uniunii, Ulysses S. Grant, vor fi prezenți la Ford's Theatre⁠(en)[traduceți], Booth a pus la cale un plan, împreună cu mai mulți conspiratori, de a-i asasina pe vicepreședintele Andrew Johnson, pe secretarul de stat William H. Seward și pe generalul Grant. Fără principala gardă de corp, Ward Hill Lamon⁠(en)[traduceți], Lincoln a plecat să vadă piesa de teatru Our American Cousin⁠(en)[traduceți] la 14 aprilie. În ultimul moment, Grant și soția sa au ales să meargă în New Jersey în vizită la copiii lor, în loc să meargă la teatru.
Garda de corp a lui Lincoln, John Parker, a plecat de la Ford's Theater la pauză pentru a servi o băutură cu vizitiul lui Lincoln în Star Saloon, aflat în vecinătate. Președintele, rămas nepăzit, stătea în loja oficială de la balcon. Profitând de ocazie, Booth s-a furișat pe la spate și, la ora 10:13 pm, l-a împușcat de aproape pe Lincoln în ceafă, rănindu-l mortal. Maiorul Henry Rathbone⁠(en)[traduceți] s-a luptat puțin cu Booth, dar Booth l-a înjunghiat și a fugit.
Aflat pe fugă timp de 12 zile, Booth a fost găsit în ziua de 26 aprilie la o fermă din Virginia, la circa 100 km sud de Washington, D.C. După ce a refuzat să se predea soldaților unioniști, Booth a fost ucis de sergentul Boston Corbett⁠(en)[traduceți].
Un chirurg militar, doctorul Charles Leale⁠(en)[traduceți], se afla și el la teatru și a venit imediat în ajutorul președintelui. A găsit că președintele nu răspundea la stimuli, respira cu greutate și nu avea puls detectabil. După ce a determinat că președintele fusese împușcat în cap și nu înjunghiat în umăr cum se crezuse la început, a încercat să elimine cheagul de sânge, după care președintele a început să respire mai ușor. El a fost apoi dus vis-a-vis în Casa Petersen⁠(en)[traduceți]. După ce a rămas în comă nouă ore, Lincoln a murit la 7:22 am în ziua de 15 aprilie. Preotului prezbiterian Phineas Densmore Gurley⁠(en)[traduceți], prezent acolo, i s-a cerut să spună o rugăciune, după care secretarul de război Stanton a salutat și a spus: „acum aparține epocilor” (în engleză Now he belongs to the ages).
Trupul lui Lincoln, înfășurat în drapel, a fost escortat apoi prin ploaie la Casa Albă, de ofițeri cu capetele descoperite, în timp ce toate bisericile din oraș băteau clopotele. Vicepreședintele Johnson a depus jurământul la ora 10:00 am, cu mai puțin de 3 ore după moartea lui Lincoln. Sicriul președintelui a fost depus în Camera de Est și apoi în Rotonda Capitoliului între 19 și 21 aprilie. Sicriul fiului său Willie care murise cu trei ani în urmă a fost exhumat și au mers împreună pe ultimul drum al președintelui în vagonul prezidențial „United States”. Timp de trei săptămâni trenul funerar Lincoln Special decorat în negru le-a purtat pe un traseu lung și întortocheat de la Washington D.C. până la Springfield, Illinois oprind în multe orașe din Nord pentru slujbe elaborate cu participări de sute de mii de oameni, trecând prin fața altora care s-au adunat pe marginea căii ferate cu orchestre, focuri de tabără și coruri sau doar oprindu-se cu capul descoperit la trecerea procesiunii.

## Credințe religioase și filosofice

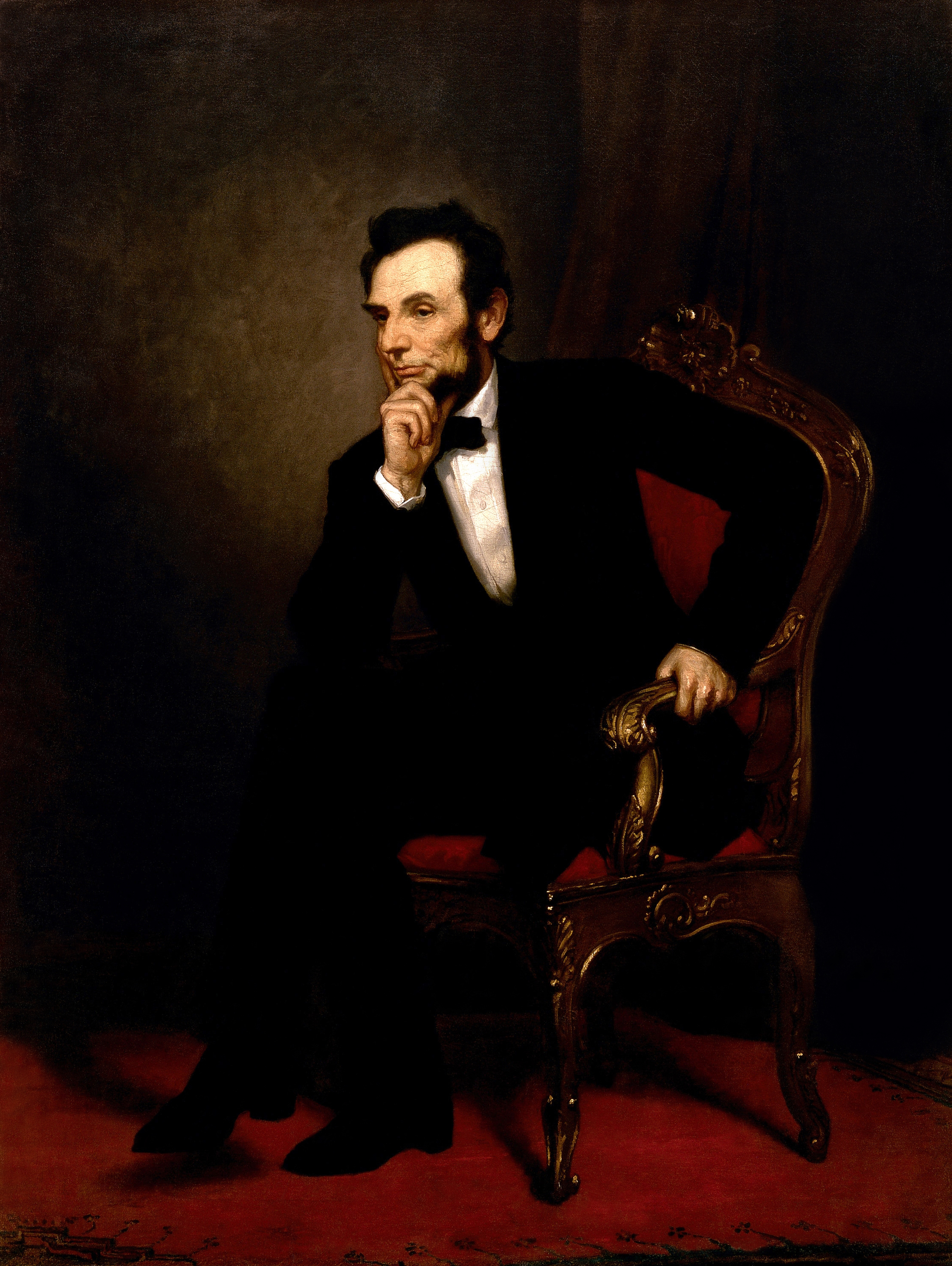
en, pictură de en din 1869

În tinerețe, Lincoln fusese sceptic religios⁠(en)[traduceți], sau, după cum spune un biograf, un iconoclast. Mai târziu, utilizarea frecventă de către Lincoln a limbajului și a imaginilor religioase ar putea fie să fi afectat credințele lui personale, fie să fi fost doar un mijloc de a face apel la audiența sa, formată mai ales din protestanți evangeliști. El nu a fost membru al vreunei biserici, deși o însoțea frecvent la biserică pe soția sa. El cunoștea însă în profunzime Biblia, pe care o cita și o lăuda. În ce privește credința sa, o ținea pentru sine, și în același timp respecta credințele celorlalți. Lincoln nu a declarat vreodată cu claritate vreo credință creștină. El credea însă într-un Dumnezeu atotputernic care controla evenimentele și, până în 1865, își exprima această credință în discursuri importante.
În anii 1840, Lincoln subscrisese Doctrinei Necesității, o credință conform căreia mintea umană era controlată de o putere superioară. În anii 1850, Lincoln recunoștea „providența” într-un sens general, și rareori folosea limbajul și imaginile evangeliștilor; el avea față de republicanismul Părinților Fondatori un respect aproape religios. După moartea fiului său, Edward, Lincoln și-a recunoscut mai des propria nevoie de a se baza pe Dumnezeu. Moartea lui Willie în februarie 1862 pare să-l fi făcut pe Lincoln să privească spre religie pentru răspunsuri și pentru consolare. După moartea lui Willie, Lincoln s-a gândit de ce, din punct de vedere divin, este necesară severitatea războiului. El scria în această vreme că Dumnezeu „putea fie să salveze, fie să distrugă Uniunea fără o încercare omenească. Și totuși încercarea a început. Și după ce a început, putea da victoria finală oricărei părți în orice zi. Și totuși încercarea continuă.” În ziua în care Lincoln a fost asasinat, se spune că i-ar fi mărturisit soției dorința de a vizita Țara Sfântă.

## Sănătatea lui Lincoln
Există mai multe afirmații cum că sănătatea lui Lincoln era în declin la momentul asasinării. Acestea se bazează adesea pe fotografiile care par să arate o pierdere în greutate și în masă musculară. O astfel de afirmație este aceea că suferea de o boală genetică rară, MEN2b⁠(en)[traduceți], care se manifestă prin carcinom tiroid medular⁠(en)[traduceți], neuromuri mucozale⁠(en)[traduceți] și cu aparență marfanoidă. Alții afirmă direct că avea sindromul Marfan, pe baza înălțimii sale și lungimii degetelor, și pe asocierea unei posibile insuficiențe aortice⁠(en)[traduceți], care poate cauza o mișcare pe verticală a capului în ritmul bătăilor inimii (Simptomul De Musset⁠(en)[traduceți]) — pe baza neclarității capului lui Lincoln în fotografii, care pe atunci se făceau cu timp mare de expunere.
O analiză ADN a fost deocamdată refuzată de Muzeul Marii Armate a Republicii din Philadelphia.

## Reputație istorică
În clasamentele președinților americani alcătuite de intelectuali din diverse domenii începând cu anii 1940, Lincoln este constant clasat în primii trei, adesea pe primul loc. Un studiu din 2004 a găsit că politologii și istoricii îl pun pe Lincoln de obicei pe primul loc, în vreme ce juriștii îl pun pe locul al doilea după Washington. Dintre toate clasamentele alcătuite începând cu 1948, Lincoln este pe primul loc în majoritatea: Schlesinger 1948, Schlesinger 1962, 1982 Murray Blessing Survey, Chicago Tribune 1982 poll, Schlesinger 1996, CSPAN 1996, Ridings-McIver 1996, Time 2008, and CSPAN 2009. În general, primii trei președinți sunt 1. Lincoln; 2. George Washington; și 3. Franklin D. Roosevelt, deși uneori Lincoln și Washington, sau Washington și Roosevelt, își schimbă locurile.
Asasinarea președintelui Lincoln l-a transformat pe acesta într-un martir național și i-a adus o recunoaștere de proporții legendare. Lincoln era văzut de aboliționiști ca un luptător pentru libertatea umană. Republicanii i-au legat numele de partidul lor. Mulți, dar nu toți, din Sud, îl considerau pe Lincoln un om cu calități remarcabile.
Schwartz susține că reputația lui Lincoln a crescut încet la sfârșitul secolului al XIX-lea până în Epoca Progresistă⁠(en)[traduceți] (1900–anii 1920) când a devenit unul dintre cei mai venerați eroi ai istoriei americane, acceptat ca atare și de sudiștii albi. Apogeul a fost atins în 1922, când a fost inaugurat Memorialul Lincoln pe Promenada din Washington. În epoca New Deal, liberalii l-au cinstit pe Lincoln nu atât ca omul realizat prin forțe proprii, sau ca marele președinte din vreme de război, ci ca susținător al omului de rând care fără îndoială ar fi susținut un stat al bunăstării sociale. În anii Războiului Rece, imaginea lui Lincoln s-a schimbat, aducând în evidență simbolul libertății care aducea speranță celor oprimați de regimurile comuniste.
Până în anii 1970, Lincoln devenise un erou al conservatorilor politici pentru naționalismul său intens, pentru susținerea acordată mediului de afaceri, pentru insistența pentru stoparea răspândirii servituții umane, acțiunea sa în termenii principiilor Lockean și Burkean în numele libertății și tradiției, și pentru devotamentul pentru principiile Părinților Fondatori. Ca activist Whig, Lincoln era un susținător al intereselor de afaceri, favorizând un regim vamal protecționist, sistemul bancar, îmbunătățirile interne, și căile ferate în opoziție cu democrații agrarieni⁠(en)[traduceți]. William C. Harris găsea că „respectul [lui Lincoln] pentru Părinții Fondatori, pentru Constituție și pentru legile de sub ea, ca și pentru conservarea Republicii și instituțiilor ei i-au susținut și întărit conservatorismul”. James G. Randall punea accent pe toleranța lui și mai ales pe moderația „în preferința sa pentru un progres ordonat, neîncrederea în agitația periculoasă și reticența față de schemele de reformă prost digerate”. Randall concluzionează că „era conservator în deplina evitare a acelui tip de așa-numit «radicalism» care implica abuzarea Sudului, ura față de proprietarul de sclavi, setea de răzbunare, comploturile partizane și cererile negeneroase ca instituțiile Sudului să fie transformate peste noapte de persoane din exterior”.
Pe la sfârșitul anilor 1960, liberalii, ca istoricul Lerone Bennett⁠(en)[traduceți], aveau îndoieli, mai ales în ce privește vederile lui Lincoln în chestiunile rasiale. Bennett a câștigat multă atenție când l-a făcut pe Lincoln alb-supremațist în 1968. El observa că Lincoln folosea etnonime peiorative, spunea bancuri în care erau ridiculizați negrii, insista că se opune egalității sociale, și propunea trimiterea sclavilor eliberați într-o altă țară⁠(en)[traduceți]. Apărătorii săi, cum ar fi autorii Dirck și Cashin, au răspuns că nu era așa de rău ca majoritatea politicienilor vremii; și că era un „vizionar moral” care a ajutat la progresul cauzei aboliționiste, pe cât de repede s-a putut din punct de vedere politic. Accentul s-a deplasat de la Lincoln-eliberatorul la un argument că negrii se eliberaseră singuri din sclavie, sau cel puțin au fost responsabili pentru forțarea guvernului să-i elibereze. Istoricul Barry Schwartz scria în 2009 că imaginea lui Lincoln a suferit „eroziune, pălirea prestigiului, un ridicol benign” spre sfârșitul secolului al XX-lea. Pe de altă parte, în biografia lui Lincoln publicată în 1996, Donald opina că acesta era dotat cu trăsătura de personalitate definită de poetul John Keats drept capabilitate negativă⁠(en)[traduceți], atribuită liderilor extraordinari care erau „mulțumiți în mijlocul incertitudinilor și îndoielilor și neobligați către fapt ori rațiune”.
Lincoln a devenit personaj de film, fiind adesea ilustrat la Hollywood, aproape mereu într-o lumină favorabilă.

## Memoriale

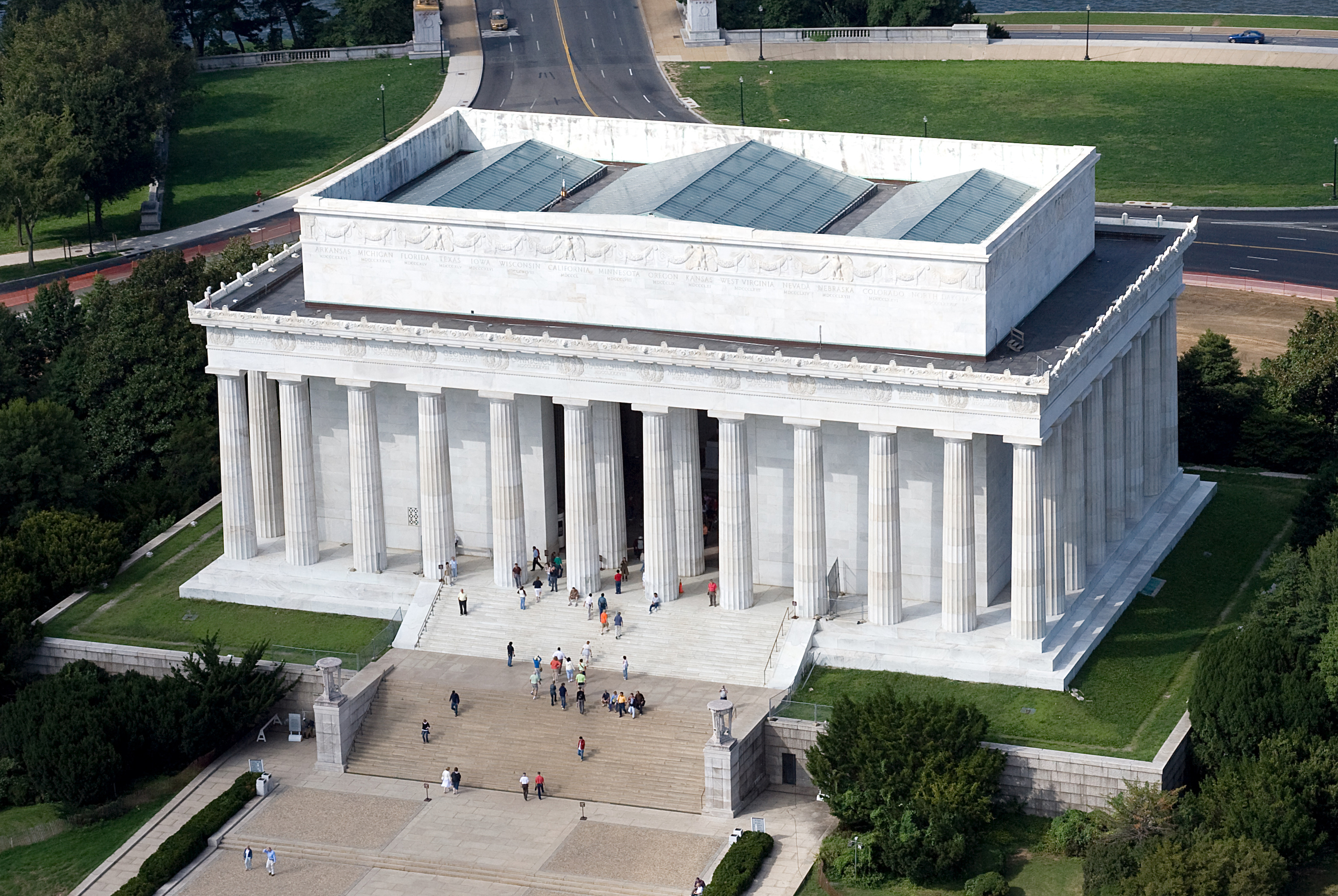
Memorialul Lincoln din Washington, D.C.

Portretul lui Lincoln apare pe două mijloace de plată americane, moneda de un cent și bancnota de cinci dolari. Chipul său apare și pe timbre, iar mai multe sate, orașe și comitate americane au fost denumite în cinstea sa, între care capitala statului Nebraska.
Cele mai celebre și mai vizitate memoriale sunt Memorialul Lincoln din Washington, D.C.; sculptura lui Lincoln de pe Muntele Rushmore; Ford's Theatre⁠(en)[traduceți] și Casa Petersen⁠(en)[traduceți] (unde a murit) din Washington, precum și Biblioteca și Muzeul Prezidențial Abraham Lincoln⁠(en)[traduceți], aflate în Springfield, Illinois, nu departe de casa lui Lincoln⁠(en)[traduceți] și mormântul său⁠(en)[traduceți].
Barry Schwartz, sociolog care a examinat memoria culturală a Americii, afirmă că în anii 1930 și 1940, memoria lui Abraham Lincoln era practic sfântă și dădea națiunii „un simbol moral care să inspire și să îndrume viața americanilor”. În timpul Marii Crize, afirmă el, Lincoln a servit ca „mijloc de a vedea dezamăgirile lumii, de a-i face suferințele nu atât explicabile, cât pline de înțeles”. Când pregătea America de război, Franklin D. Roosevelt a folosit cuvintele președintelui din timpul Războiului Civil pentru a clarifica amenințarea pe care o reprezentau Germania și Japonia. Americanii întrebau: „Ce ar face Lincoln?” El observă însă și că, după al Doilea Război Mondial, puterea de simbol a lui Lincoln și-a pierdut din relevanță, și că acest „erou ce pălește este simptomatic pentru lenta dispariție a încrederii în măreția națională”. El sugera că postmodernismul și multiculturalismul au diluat din conceptul de măreție.

### Lucrări citate în notele de subsol
- Adams, Charles F. (aprilie 1912). „The Trent Affair” [Afacerea Trent]. The American Historical Review. The University of Chicago Press. 17 (3): 540–562. doi:10.2307/1834388. ISSN 0002-8762. JSTOR 1834388.
- Ambrose, Stephen E. (1962). Halleck: Lincoln's Chief of Staff [Halleck: șeful de cabinet al lui Lincoln]. Louisiana State University Press. OCLC 1178496.
- Baker, Jean H. (1989). Mary Todd Lincoln: A Biography. W. W. Norton & Company. ISBN 978-0-393-30586-9.
- Basler, Roy Prentice, ed. (1946). Abraham Lincoln: His Speeches and Writings [Abraham Lincoln: discursuri și scrieri]. World Publishing. OCLC 518824.
- Roy P. Basler, ed. The collected works of Abraham Lincoln (Rutgers U.P., 1953) vol 5
- Belz, Herman (1998). Abraham Lincoln, Constitutionalism, and Equal Rights in the Civil War Era [Abraham Lincoln, constituționalismul și egalitatea în drepturi în epoca Războiului Civil]. Fordham University Press. ISBN 978-0-8232-1769-4.
- Belz, Herman (2006). „Lincoln, Abraham”.  În Frohnen, Bruce; Beer, Jeremy; Nelson, Jeffrey O. American Conservatism: An Encyclopedia. ISI Books. ISBN 978-1-932236-43-9.
- Bennett Jr, Lerone (februarie 1968). „Was Abe Lincoln a White Supremacist?” [Era Abe Lincoln un susținător al supremației albilor?]. Ebony. Johnson Publishing. 23 (4). ISSN 0012-9011.
- Blue, Frederick J. (1987). Salmon P. Chase: a life in politics [Salmon P. Chase: o viață în politică]. The Kent State University Press. ISBN 0-87338-340-0.
- Boritt, Gabor (1994) [1978]. Lincoln and the Economics of the American Dream [Lincoln și economia Visului American]. University of Illinois Press. ISBN 0-252-06445-3.
- Bulla, David W.; Gregory A. Borchard (2010). Journalism in the Civil War Era [Jurnalismul în epoca Războiului Civil]. Peter Lang Publishing Inc. ISBN 1-4331-0722-8.
- Carwardine, Richard J. (1997). „Lincoln, Evangelical Religion, and American Political Culture in the Era of the Civil War” [Lincoln, religia evanghelică și cultura populară americană în epoca Războiului Civil]. Journal of the Abraham Lincoln Association. Abraham Lincoln Association. 18 (1): 27–55. Arhivat din original la 24 noiembrie 2009.
- Carwardine, Richard (2003). Lincoln. Pearson Education Ltd. ISBN 978-0-582-03279-8.
- Cashin, Joan E. (2002). The War Was You and Me: Civilians in The American Civil War [Războiul a fost tu și eu: civilii din Războiul Civil American]. Princeton University Press. ISBN 978-0-691-09173-0.
- Chesebrough, David B. (1994). No Sorrow Like Our Sorrow [Nicio durere nu e ca durerea noastră]. Kent State University Press. ISBN 978-0-87338-491-9.
- Cox, Hank H. (2005). Lincoln And The Sioux Uprising of 1862 [Lincoln și răscoala Sioux din 1862]. Cumberland House Publisher. ISBN 978-1-58182-457-5.
- Cummings, William W.; James B. Hatcher (1982). Scott Specialized Catalogue of United States Stamps [Catalogul specializat Scott al timbrelor Statelor Unite]. Scott Publishing Company. ISBN 0-89487-042-4.
- Dennis, Matthew (2002). Red, White, and Blue Letter Days: an American Calendar. Cornell University Press. ISBN 978-0-8014-7268-8.
- Diggins, John P. (1986). The Lost Soul of American Politics: Virtue, Self-Interest, and the Foundations of Liberalism [Ultimul suflet al politicii americane: virtute, interes personal și bazele liberalismului]. University of Chicago Press. ISBN 0-226-14877-7.
- Dirck, Brian R. (2007). Lincoln Emancipated: The President and the Politics of Race [Lincoln emancipat: președintele și politica rase]. Northern Illinois University Press. ISBN 978-0-87580-359-3.
- Dirck, Brian (2008). Lincoln the Lawyer [Lincoln avocatul]. University of Illinois Press. ISBN 978-0-252-07614-5.
- Donald, David Herbert (1948). Lincoln's Herndon. A. A. Knopf. OCLC 186314258.
- Donald, David Herbert (1996) [1995]. Lincoln. Simon and Schuster. ISBN 978-0-684-82535-9.
- Donald, David Herbert (2001). Lincoln Reconsidered [Lincoln reconsiderat]. Knopf Doubleday Publishing Group. ISBN 978-0-375-72532-6.
- Douglass, Frederick (2008). The Life and Times of Frederick Douglass [Viața și timpurile lui Frederick Douglass]. Cosimo Classics. ISBN 1-60520-399-8.
- Edgar, Walter B. (1998). South Carolina: A History [Carolina de Sud: o istorie]. University of South Carolina Press. ISBN 978-1-57003-255-4.
- Fish, Carl Russell (octombrie 1902). „Lincoln and the Patronage” [Lincoln și patronajul]. American Historical Review. American Historical Association. 8 (1): 53–69. doi:10.2307/1832574. JSTOR 1832574.
- Foner, Eric (1995) [1970]. Free Soil, Free Labor, Free Men: The Ideology of the Republican Party before the Civil War [Pământ liber, muncă liberă, oameni liberi: ideologia Partidului Republican înaintea Războiului Civil]. Oxford University Press. ISBN 978-0-19-509497-8.
- Foner, Eric (2010). The Fiery Trial: Abraham Lincoln and American Slavery⁠(d) [Greaua încercare: Abraham Lincoln și sclavia americană]. W.W. Norton. ISBN 978-0-393-06618-0.
- Goodwin, Doris Kearns (2005). Team of Rivals: The Political Genius of Abraham Lincoln [Echipa de rivali: geniul politic al lui Abraham Lincoln]. Simon & Schuster. ISBN 0-684-82490-6.
- Goodrich, Thomas (2005). The Darkest Dawn: Lincoln, Booth, and the Great American Tragedy [Cei mai negri zori: Lincoln, Booth și marea tragedie americană]. Indiana University Press. ISBN 978-0-253-34567-7.
- Graebner, Norman (1959). „Abraham Lincoln: Conservative Statesman”. The Enduring Lincoln: Lincoln Sesquicentennial Lectures at the University of Illinois. University of Illinois Press. OCLC 428674.
- Grimsley, Mark (2001). The Collapse of the Confederacy [Prăbușirea Confederației]. University of Nebraska Press. ISBN 0-8032-2170-3.
- Guelzo, Allen C. (1999). Abraham Lincoln: Redeemer President. W.B. Eerdmans Publishing. ISBN 0-8028-3872-3.
- Guelzo, Allen C. (2004). Lincoln's Emancipation Proclamation: The End of Slavery in America [Proclamația de Emancipare a lui Lincoln: sfârșitul sclaviei în America]. Simon & Schuster. ISBN 978-0-7432-2182-5.
- Handy, James S. (1917). Book Review: Abraham Lincoln, the Lawyer-Statesman [Recenzie de carte: Abraham Lincoln, avocatul-om de stat]. Northwestern University Law Publication Association.
- Harrison, J. Houston (1935). Settlers by the Long Grey Trail [Coloniștii de lângă Lungul Drum Cenușiu]. J.K. Reubush. OCLC 3512772.
- Harrison, Lowell Hayes (2000). Lincoln of Kentucky. University Press of Kentucky. ISBN 0-8131-2156-6.
- Harris, William C. (2007). Lincoln's Rise to the Presidency [Ascensiunea lui Lincoln către președinție]. University Press of Kansas. ISBN 978-0-7006-1520-9.
- Havers, Grant N. (2009). Lincoln and the Politics of Christian Love [Lincoln și politica iubirii creștinești]. University of Missouri Press. ISBN 0-8262-1857-1.
- Heidler, David S.; Jeanne T. Heidler, ed. (2000). Encyclopedia of the American Civil War: A Political, Social, and Military History [Enciclopedie a Războiului Civil American: o istorie politică, socială și militară]. W. W. Norton & Company, Inc. ISBN 978-0-393-04758-5.
- Heidler, David Stephen (2006). The Mexican War [Războiul Mexican]. Greenwood Publishing Group. ISBN 978-0-313-32792-6.
- Hofstadter, Richard (octombrie 1938). „The Tariff Issue on the Eve of the Civil War” [Chestiunea taxelor protecționiste în ajunul Războiului Civil]. American Historical Review. American Historical Association. 44 (1): 50–55. doi:10.2307/1840850. JSTOR 1840850.
- Holzer, Harold (2004). Lincoln at Cooper Union: The Speech That Made Abraham Lincoln President [Lincoln la Cooper Union: discursul care l-a făcut pe Abraham Lincoln președinte]. Simon & Schuster. ISBN 978-0-7432-9964-0.
- Jaffa, Harry V. (2000). A New Birth of Freedom: Abraham Lincoln and the Coming of the Civil War [O nouă naștere a libertății: Abraham Lincoln și venirea Războiului Civil]. Rowman & Littlefield. ISBN 0-8476-9952-8.
- Kelley, Robin D. G.; Lewis, Earl (2005). To Make Our World Anew: Volume I: A History of African Americans to 1880 [Să ne facem lumea nouă: volumul I: O istorie a afroamericanilor până la 1880]. Oxford University Press. ISBN 978-0-19-804006-4.
- Lamb, Brian; Susan Swain, ed. (2008). Abraham Lincoln: Great American Historians on Our Sixteenth President [Abraham Lincoln: mari istorici americani despre al șaisprezecelea președinte al nostru]. PublicAffairs. ISBN 978-1-58648-676-1.
- Lupton, John A. (2006). „Abraham Lincoln and the Corwin Amendment”. Illinois Heritage. The Illinois State Historical Society. 9 (5): 34.
- Luthin, Reinhard H. (iulie 1994). „Abraham Lincoln and the Tariff” [Abraham Lincoln și taxele protecționiste]. American Historical Review. 49 (4): 609–629. doi:10.2307/1850218. JSTOR 1850218.
- McClintock, Russell. Lincoln and the Decision for War: The Northern Response to Secession (2008) online
- Mansch, Larry D. (2005). Abraham Lincoln, President-Elect: The Four Critical Months from Election to Inauguration [Abraham Lincoln, președinte-ales: cele patru luni critice de la alegere până la depunerea jurământului]. McFarland. ISBN 0-7864-2026-X.
- McGovern, George S. (2008). Abraham Lincoln. Macmillan. ISBN 978-0-8050-8345-3.
- McKirdy, Charles Robert (2011). Lincoln Apostate: The Matson Slave Case. Univ. Press of Mississippi. ISBN 978-1-60473-987-9.
- McPherson, James M. (1992). Abraham Lincoln and the Second American Revolution [Abraham Lincoln și a doua Revoluție Americană]. Oxford University Press. ISBN 978-0-19-507606-6.
- McPherson, James M. (1993). Battle Cry of Freedom: The Civil War Era⁠(d) [Strigătul de luptă al libertății: epoca Războiului Civil]. Oxford University Press. ISBN 978-0-19-516895-2.
- McPherson, James M. (2009). Abraham Lincoln. Oxford University Press. ISBN 978-0-19-537452-0.
- Neely, Mark E. (1992). The Fate of Liberty: Abraham Lincoln and Civil Liberties [Soarta libertății: Abraham Lincoln și drepturile civile]. Oxford University Press. pp. 3–31.
- Neely Jr., Mark E. (decembrie 2004). „Was the Civil War a Total War?” [A fost Războiul Civil un război total?]. Civil War History. 50 (4): 434–458. doi:10.1353/cwh.2004.0073.
- Nevins, Allan (1947). Ordeal of the Union; 8 vol [Greutățile Uniunii; 8 volume]. Scribner's. ISBN 978-0-684-10416-4.
  - Nevins, Allan (1950). The Emergence of Lincoln: Prologue to Civil War, 1857–1861 2 vol [Apariția lui Lincoln: prologul Războiului Civil, 1857–1861 2 vol]. Scribner's. ISBN 978-0-684-10416-4., publicate și ca volumele 3–4 din Ordeal of the Union
  - Nevins, Allan (1960). The War for the Union; 4 vol 1861–1865 [Războiul pentru Uniune]. Scribner's. ISBN 978-1-56852-297-5.; publicate și ca volumele 5–8 din Ordeal of the Union
- Nichols, David A. (2010).  Richard W. Etulain, ed. Lincoln Looks West: From the Mississippi to the Pacific [Lincoln privește spre vest: de la Mississippi la Pacific]. Southern Illinois University. ISBN 0-8093-2961-1.
- Noll, Mark (2000). America's God: From Jonathan Edwards to Abraham Lincoln [Zeul Americii: de la Jonathan Edwards la Abraham Lincoln]. Oxford University Press. ISBN 0-19-515111-9.
- Oates, Stephen B. (1993). With Malice Toward None: a Life of Abraham Lincoln [Fără gând rău pentru nimeni: o viață a lui Abraham Lincoln]. HarperCollins. ISBN 978-0-06-092471-3.
- Paludan, Phillip Shaw (1994). The Presidency of Abraham Lincoln [Președinția lui Abraham Lincoln]. University Press of Kansas. ISBN 978-0-7006-0671-9.
- Parrillo, Nicholas (septembrie 2000). „Lincoln's Calvinist Transformation: Emancipation and War” [Transformarea calvină a lui Lincoln: emanciparea și războiul]. Civil War History. Kent State University Press. 46 (3): 227–253. doi:10.1353/cwh.2000.0073.
- Pessen, Edward (1984). The Log Cabin Myth: The Social Backgrounds of American Presidents [Mitul cabanei din bușteni: contextul social al președinților americani]. Yale University Press. ISBN 0-300-03166-1.
- Peterson, Merrill D. (1995). Lincoln in American Memory. Oxford University Press. ISBN 978-0-19-509645-3.
- Potter, David M.; Don Edward Fehrenbacher (1976). The impending crisis, 1848–1861 [Criza implacabilă, 1848–1861]. HarperCollins. ISBN 978-0-06-131929-7.
- Prokopowicz, Gerald J. (2008). Did Lincoln Own Slaves? [Avea Lincoln sclavi?]. Vintage Books. ISBN 978-0-307-27929-3.
- Randall, James G. (1947). Lincoln, the Liberal Statesman [Lincoln, omul de stat liberal]. Dodd, Mead. OCLC 748479.
- Randall, J.G.; Current, Richard Nelson (1955). Last Full Measure [Lincoln, președintele]. Lincoln the President. IV. Dodd, Mead. OCLC 5852442.
- Sandburg, Carl (1926). Abraham Lincoln: The Prairie Years [Abraham Lincoln: anii din prerie]. Harcourt, Brace & Company. OCLC 6579822.
- Sandburg, Carl (2002). Abraham Lincoln: The Prairie Years and the War Years [Abraham Lincoln: anii din prerie și anii de război]. Houghton Mifflin Harcourt. ISBN 0-15-602752-6.
- Schwartz, Barry (2000). Abraham Lincoln and the Forge of National Memory [Abraham Lincoln și făurirea memoriei naționale]. University of Chicago Press. ISBN 978-0-226-74197-0.
- Schwartz, Barry (2009). Abraham Lincoln in the Post-Heroic Era: History and Memory in Late Twentieth-Century America [Abraham Lincoln în epoca post-eroică: istoria și memoria Americii la sfârșitul secolului al XX-lea]. University of Chicago Press. ISBN 978-0-226-74188-8.
- Scott, Kenneth (septembrie 1948). „Press Opposition to Lincoln in New Hampshire” [Opoziția față de Lincoln în presa din New Hampshire]. The New England Quarterly. The New England Quarterly, Inc. 21 (3): 326–341. doi:10.2307/361094. JSTOR 361094.
- Sherman, William T. (1990). Memoirs of General W.T. Sherman. BiblioBazaar. ISBN 1-174-63172-4.
- Simon, Paul (1990). Lincoln's Preparation for Greatness: The Illinois Legislative Years [Pregătirea lui Lincoln pentru măreție: anii în legislativul din Illinois]. University of Illinois. ISBN 0-252-00203-2.
- Smith, Robert C. (2010). Conservatism and Racism, and Why in America They Are the Same [Conservatorism și rasism, și de ce în America ele sunt unul și același lucru]. State University of New York Press. ISBN 978-1-4384-3233-5.
- Steers, Edward (2010). The Lincoln Assassination Encyclopedia [Enciclopedia asasinării lui Lincoln]. Harper Collins. ISBN 0-06-178775-2.
- Striner, Richard (2006). Father Abraham: Lincoln's Relentless Struggle to End Slavery [Părintele Abraham: lupta neîncetată a lui Lincoln pentru sfârșitul sclaviei]. Oxford University Press. ISBN 978-0-19-518306-1.
- Tagg, Larry (2009). The Unpopular Mr. Lincoln:The Story of America's Most Reviled President [Nepopularul domn Lincoln: povestea celui mai înjurat președinte american]. Savas Beatie. ISBN 978-1-932714-61-6.
- Taranto, James; Leonard Leo (2004). Presidential Leadership: Rating the Best and the Worst in the White House [Leadership prezidențial: clasificarea celor mai buni și celor mai slabi la Casa Albă]. Simon and Schuster. ISBN 978-0-7432-5433-5.
- Tegeder, Vincent G. (iunie 1948). „Lincoln and the Territorial Patronage: The Ascendancy of the Radicals in the West” [Lincoln și patronajul teritorial: ascendența radicalilor în Vest]. Mississippi Valley Historical Review. Organization of American Historians. 35 (1): 77–90. doi:10.2307/1895140. JSTOR 1895140.
- Thomas, Benjamin P. (2008). Abraham Lincoln: A Biography. Southern Illinois University. ISBN 978-0-8093-2887-1.
- Trostel, Scott D. (2002). The Lincoln Funeral Train: The Final Journey and National Funeral for Abraham Lincoln [Trenul funerar al lui Lincoln: ultimul drum și funeraliile naționale ale lui Abraham Lincoln]. Cam-Tech Publishing. ISBN 978-0-925436-21-4.
- Vorenberg, Michael (2001). Final Freedom: the Civil War, the Abolition of Slavery, and the Thirteenth Amendment [Libertate finală: Războiul Civil, abolirea sclaviei și al Treisprezecelea Amendament]. Cambridge University Press. ISBN 978-0-521-65267-4.
- White, Jr., Ronald C. (2009). A. Lincoln: A Biography. Random House, Inc. ISBN 978-1-4000-6499-1.
- Wills, Garry (1993). Lincoln at Gettysburg: The Words That Remade America⁠(d) [Lincoln la Gettysburg: cuvintele care au refăcut America]. Simon & Schuster. ISBN 0-671-86742-3.
- Wilson, Douglas L. (1999). Honor's Voice: The Transformation of Abraham Lincoln [Vocea onoarei: transformarea lui Abraham Lincoln]. Knopf Publishing Group. ISBN 978-0-375-70396-6.
- Winkle, Kenneth J. (2001). The Young Eagle: The Rise of Abraham Lincoln [Vulturul tânăr: creșterea lui Abraham Lincoln]. Taylor Trade Publications. ISBN 978-0-87833-255-7.
- Zarefsky, David S. (1993). Lincoln, Douglas, and Slavery: In the Crucible of Public Debate [Lincoln, Douglas și sclavia: în furnalul dezbaterilor publice]. University of Chicago Press. ISBN 978-0-226-97876-5.
- Zilversmit, Arthur (1980). „Lincoln and the Problem of Race: A Decade of Interpretations” [Lincoln și problema rasei: un deceniu de interpretări]. Journal of the Abraham Lincoln Association. Abraham Lincoln Association. 2 (11): 22–24. Arhivat din original la 20 iulie 2011.

### Istoriografie
- Burkhimer, Michael (2003). One Hundred Essential Lincoln Books [O sută de cărți esențiale despre Lincoln]. Cumberland House. ISBN 978-1-58182-369-1.
- Foner, Eric (2008). Our Lincoln: New Perspectives on Lincoln and His World [Lincoln al nostru: noi perspective asupra lui Lincoln și asupra lumii sale]. W.W. Norton. ISBN 978-0-393-06756-9.
- Manning, Chandra, "The Shifting Terrain of Attitudes toward Abraham Lincoln and Emancipation," Journal of the Abraham Lincoln Association, 34 (Winter 2013), 18–39.
- Smith, Adam I.P. "The 'Cult' of Abraham Lincoln and the Strange Survival of Liberal England in the Era of the World Wars," Twentieth Century British History, (Dec 2010) 21#4 pp 486–509
- Spielberg, Steven; Goodwin, Doris Kearns; Kushner, Tony. "Mr. Lincoln Goes to Hollywood," Smithsonian  (2012) 43#7 pp 46–53.

### Alte referințe
- Burlingame, Michael (2008). Abraham Lincoln: A Life (2 volumes). Johns Hopkins University Press. ISBN 978-0-8018-8993-6.
- Cox, LaWanda (1981). Lincoln and Black Freedom: A Study in Presidential Leadership [Lincoln și libertatea negrilor: studiu de leadership prezidențial]. University of South Carolina Press. ISBN 978-0-87249-400-8.
- Green, Michael S. Lincoln and the Election of 1860 (Concise Lincoln Library) excerpt and text search
- Holzer, Harold (2008). Lincoln President-Elect: Abraham Lincoln and the Great Secession Winter 1860–1861 [Lincoln președinte-ales: Abraham Lincoln și marea iarnă a secesiunii 1860–1861]. Simon and Schuster. ISBN 978-0-7432-8947-4.
- McPherson, James M. (2008). Tried by War: Abraham Lincoln as Commander in Chief [Încercat în război: Abraham Lincoln, comandant suprem]. Penguin Press. ISBN 978-1-59420-191-2.
- Miller, Richard Lawrence (2011). Lincoln and His World: The Rise to National Prominence, 1843–1853 [Lincoln și lumea sa: ascensiunea spre anvergura națională, 1843–1853]. McFarland. ISBN 978-0-7864-5928-5., vol 3. al biografiei detaliate
- Neely, Mark E (1984). The Abraham Lincoln Encyclopedia [Enciclopedia Abraham Lincoln]. Da Capo Press. ISBN 978-0-306-80209-6.
- Neely, Mark E (1994). The Last Best Hope of Earth: Abraham Lincoln and the Promise of America [Ultima cea mai bună speranță a Pământului: Abraham Lincoln și promisiunea Americii]. Harvard University Press. ISBN 978-0-674-51125-5.
- Randall, James G. (1945). Lincoln the President (4 volumes). Dodd, Mead. OCLC 4183070.